# 未確認飛行物体
未確認飛行物体（みかくにんひこうぶったい、英: Unidentified Flying Object）とは、その名の通り、正体が確認されていない飛行物体のこと。英語の頭文字からUFO（ユー・エフ・オー）と略称される。
1947年にアメリカの実業家のケネス・アーノルドが、ワシントン州レーニア山頂近くを飛行する一連の円盤状物体を機上から目撃し、空飛ぶ円盤（flying saucer）と名付けたのが始まり。その後、国防上の見地からアメリカ空軍が詳細に調査、未確認飛行物体（UFO）と総称されるようになった。
地球上では正体不明の飛行物体の目撃が毎年数百例も報告され、そのほとんどは航空機など既知の人工物体、流星、風船などであり、遠方のサーチライトや自然物（雲・鳥など）の誤認も含まれる。
2021年6月25日に公開された米国国家情報長官室の報告書では、UFOに代えて、未確認空中現象（英: Unidentified Aerial Phenomenon、UAP）の呼称が用いられている。形のない現象も含まれる。
2022年7月、米国防総省内に設置された全領域異常解決局(AARO)では新たに、未確認異常現象(英: Unidentified Anomalous Phenomena、UAP)の呼称が新たな定義と共に用いられている。AARO設立以降のDoDでは、空中だけではなく宇宙や水中といった全ての領域でのソースにおいて、形状が識別できず、容易に理解できない動作を示し、既知の性能範囲を超える明らかな機能または材料で構成されたように見える物体や現象を「異常」とみなす。
2022年10月、アメリカ航空宇宙局が立ち上げた未確認異常現象独立研究チーム(UAPIST)は、UAPを航空機または既知の自然現象として特定できない大気または宇宙での現象と位置づけている。

## 概要

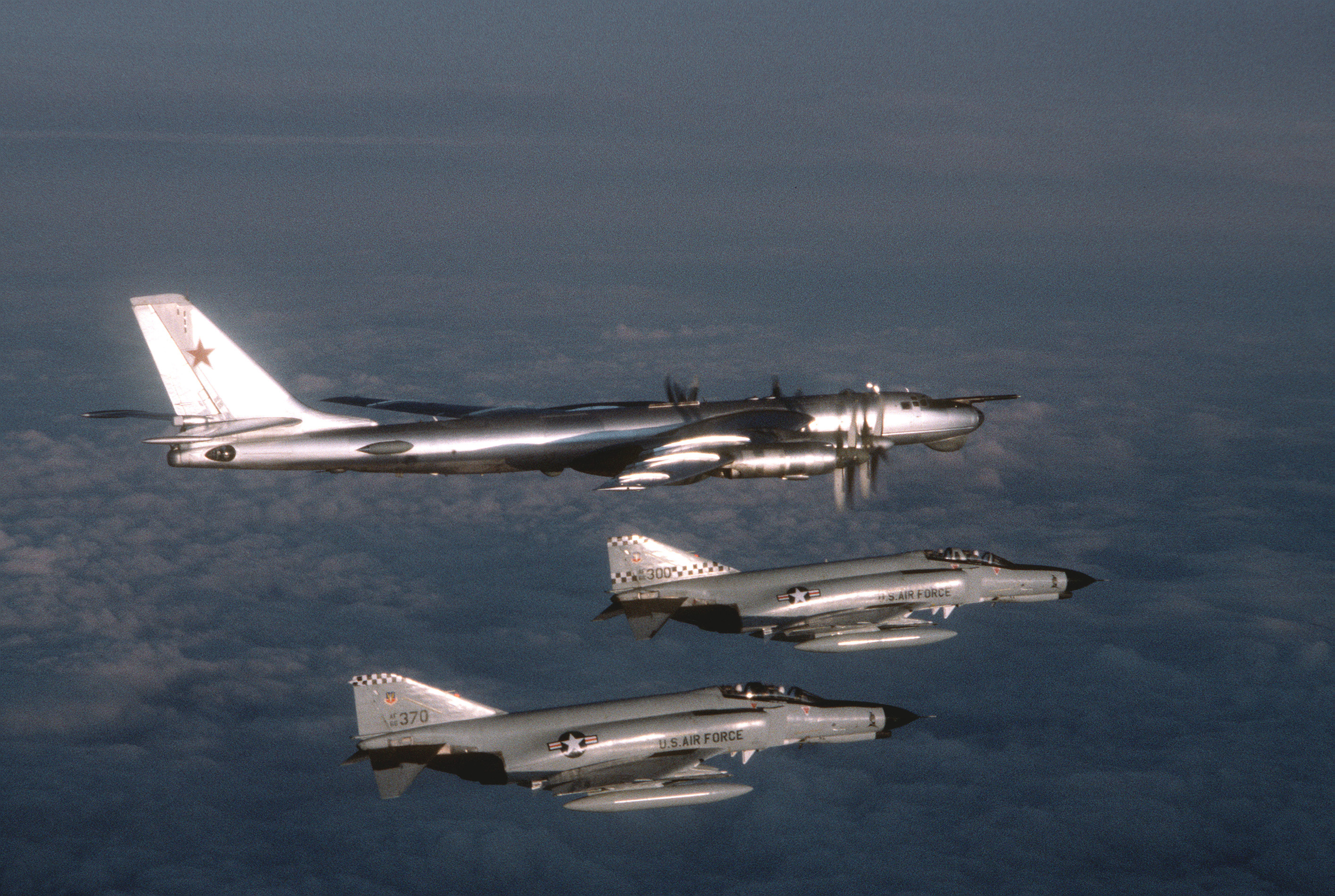
スクランブルによって出撃したアメリカ軍のF-4ファントムII戦闘機にインターセプトされたソ連軍のTu-95爆撃機。米軍戦闘機によって確認されるまでは、この哨戒機は「未確認飛行物体」であった。しかしこの写真のように確認された後は、「確認済飛行物体」となる。

未確認飛行物体（UFO）は本来、航空・軍事用語であり、当局で把握できていない航空機や気象観測用の気球、他国からのミサイルなどさまざまなものを指す。風に流された気球や航路から逸脱した旅客機など悪意はないが事故につながる可能性のある事例もあるが、他国の偵察機や爆撃機、ミサイルによる先制攻撃の可能性があり、国家の安全を脅かす危険すらあるためスクランブル（緊急発進）の対象となる。空軍などの航空交通管制においては、レーダーに捕捉された正体不明の飛行物体に対しては、それが何であるか確認できるまで、警戒態勢を取る緊急の必要があり、特にレーダー電波を明確に反射する金属製の物は爆撃機やミサイルであるケースも確認されている。「何かがこちらに向かって飛んでくる」という注意を喚起するために「（方位）から未確認飛行物体接近」と表現することもあるが、明らかに航空機である場合は「所属不明機」（Bogey）と表現することも多い。
逆に正体を確認済みのもの（飛行計画が配信された旅客機や民間貨物機、鳥の集団など）は確認済飛行物体（英: identified flying object、IFO）と総称する。必ずしも物体ではなく、自然現象を誤認する場合もあるため、未確認空中現象（英: unidentified aerial phenomenon、UAP）が用いられることもある。実際に飛行しているところが目撃されなくても、飛行可能と思われるものが着陸していた場合などにも使われる。水中に目撃されたものは未確認潜水物体（英: unidentified submerged object、USO）ということもある。
小型の無人航空機や気象観測気球は移動速度が遅いが風で流されることで通常の航空機とは異なる動きをする、小型なためレーダーに映りにくく接近しても目視で捉えにくい、低速なため戦闘機ではすぐに追い抜いてしまうため視認できる時間が短い、スクランブル機が到達する前に着陸・墜落しても痕跡を発見しにくいなど「未確認飛行物体」のまま行方不明となりやすい条件が多く、スクランブルに対応した戦闘機パイロットの体験談が超常現象として流布されることもある。夜間や視界不良時の飛行ではパイロットが星や自然現象を航空機と誤認し報告する事例もある。これらは目視はできるがレーダーに映らないため「レーダーに反応しない機体と遭遇した」という体験談が広まることもある。速度と高度の関係で航空機による接近が難しいため、危険性が低い場合はスクランブルの対応をせずに監視のみという対応もある。
一口に「未確認飛行物体」といっても「航空・軍事用語として用いている」のか「超常現象用語として用いている」のかを区別する必要がある。未確認飛行物体を超常現象として捉える考えはフィクションの題材として多数用いられており、多くの映画・小説・テレビ番組などが製作・出版・放映されて、興行的成功を収めている（映画『未知との遭遇』など）。ユーフォロジーとは未確認飛行物体を超常現象であるという解釈に基づいて行うUFO研究のことである。航空軍事用語としてのUFO（アメリカ軍の公式用語）とは意味が異なる。
UFO目撃現象の分類として、高々度や宇宙空間での目撃、車が追跡された事件、電気的・機械的な影響を及ぼした事件、人間に心理的・物理的影響を与えた事件、着陸の痕跡を残した事件などがある。奇妙な泡を残して、海中に沈む様子が目撃された例もあれば、その姿形は円盤型であったり三角形型であったりと描写はさまざまである。UFOと共に搭乗者が目撃されたり、目撃者がUFO搭乗者による誘拐被害（エイリアン・アブダクション）を訴えたりする例もあり、それらは「第3・4種接近遭遇」例とも呼ばれる。

## UFOという呼称

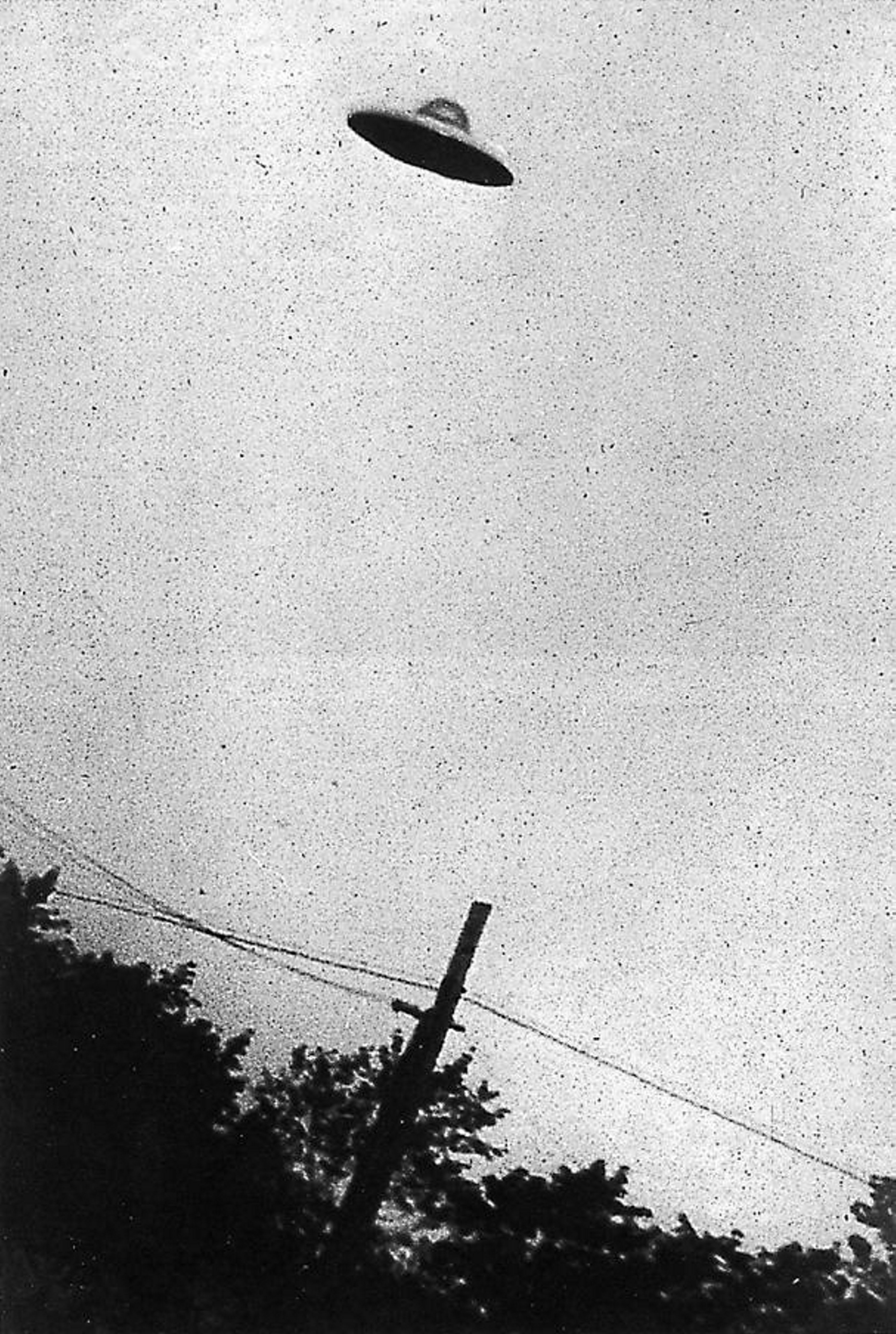
1952年にアメリカ・ニュージャージー州で撮影されたUFOの写真

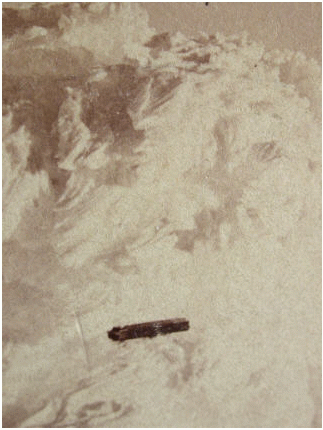
1870年撮影の謎の飛行船とされる写真。実際は単なる霜の上の異物だという意見もある。

「UFO」は 英語: unidentified flying object の頭文字であり、英語では「ユー・エフ・オー」と読まれる。
ただ、この言葉をアメリカ空軍の公式用語として採用したエドワード・J・ルッペルト大尉は、自著で「ユーフォー」としている。
一方、日本では1950年代から1960年代末期までは、未確認飛行物体の形状の違いにかかわらず「空飛ぶ円盤」と総括的に呼称されるのが一般的だった。古くは「ユー・エフ・オー」と読まれていた。例えば日本では1970年に放送されたテレビドラマ『謎の円盤UFO』の日本語版タイトルは「なぞのえんばん ユー・エフ・オー」となっていた。他方、世界の怪奇現象やオカルトを興味本位に紹介する特別番組などでは早くから「ユーフォー」の読みで紹介されており、現在の日本では「ユーフォー」の読みが一般的となっている。これが定着したのはピンク・レディーのシングル曲である「UFO」のヒットによるものだとも、それ以前にTVアニメ「UFOロボ グレンダイザー」などのヒットによるともいう。また、この読み方が完全に定着した後であっても、1978年に製作された東宝映画『ブルークリスマス』などは、海外場面を含めて全編を「ユー・エフ・オー」の発音で通している。
アメリカ空軍の公式用語では「UFO」はあくまでも「正体を確認できない飛行物体」を意味する。ステルス機や無人航空機（UAV）の時代において国防上の問題と捉えたアメリカ軍は、新たに未確認空中現象（英: unidentified aerial phenomenon、UAP）という言葉を定義して、積極的な目撃報告を促している。
こうした経緯から、2020年にアメリカ国防総省が「UAP」の映像を公表したのに対して、世間では「アメリカ軍が『UFO』の存在を認めた」との誤った認識が広まった。この映像について防衛省は「アメリカの国防総省が、アメリカ海軍のパイロットがUFOを撮影した映像を公開いたしました。自衛隊のパイロットは今までUFOに遭遇したことはないようですが、万が一遭遇したときの手順をしっかり定めたいと思います」と公式に発表している。また、河野太郎防衛大臣は記者会見で、「あまりUFOは信じていないが、アメリカ国防総省が画像を出したので、真意や分析を聞きたい」とUFOを超常現象の用語と定義の上で見解を述べている。アメリカ空軍のUFOの定義に対する日本の対応は自衛隊法84条に基づき対領空侵犯措置があり、自衛隊の通常任務となっている。

## UFOの分類

### 航空軍事用語としてのUFOの分類
- 運用者不明の既知の航空機 - 運用者（人間、宇宙人などの主体）が不明、飛行計画が通報されていないが、一般的な航空機であればそれで分類出来る。
- 未確認の物体 - エイリアンクラフトや個人的な趣味で作られた航空機など未登録の機材、気象用バルーン、ドローン、意図せずに飛び上がったビニールシート、隕石、落下する人工衛星、成層圏携帯基地局などの物体など。
- 未確認の生物 - 鳥の集団、高高度を飛行する昆虫など。
- 未確認の自然現象 - 発光体、ガス、プラズマ、エネルギー体、地球物理学的化学反応、球電現象など
- 人工的な光学現象 - 音楽ライブ会場からのレーザー投影、雲に映ったホログラムなど

運用者が不明のUFOは正体のわからない飛行物体であるので、根拠をもって分類することは不可能である。その解釈は多岐に上っており、その中にはUFOそのものを未知の宇宙生命体と見なす意見さえあるほどで、その全てを網羅することは困難である。
発見や回収、運用者とのコンタクトなどその物体の確認が取れればUFOではなくなる。

### アレン・ハイネックによるエイリアンクラフトの分類
ジョーゼフ・アレン・ハイネックが考案した。UFO目撃者からの観測パターンによる分類。
- NL 夜間発光体（Nocturnal Lights）：夜間に目撃されたUFO。
- DD 白昼円盤体（Daylight Discs）：日中に目撃されたUFO。
- RV （Radar/Visual cases）：レーダーと目視の2つの手段によって確認されたUFO。
- CE 接近遭遇（Close Encounter）
  - CE1 第一種接近遭遇：近距離からの目撃[厳密には150m以内]。物理的証拠を残さないもの（例-飛行物体の目撃、UFOの噂を聞くこと）。
  - CE2 第二種接近遭遇：UFOが周囲に影響を与えたりして何らかの物理的証拠を残したもの（例-ミステリーサークル、UFO発着時にできたと考えられている地面の焼き焦げを目撃することなど）。
  - CE3 第三種接近遭遇：UFOの搭乗者、宇宙人の目撃。
  - CE4 第四種接近遭遇：アブダクション（宇宙人による誘拐）。後に追加された分類。4つに細分化される。
    - 誘拐体験をはっきりと記憶している。
    - 夢と現実が混在し、不明瞭。
    - 記憶が欠落している。
    - 直接の接触はせず、テレパシーなどの方法によりコンタクトしたもの。

## 代表的な目撃例とされた事件

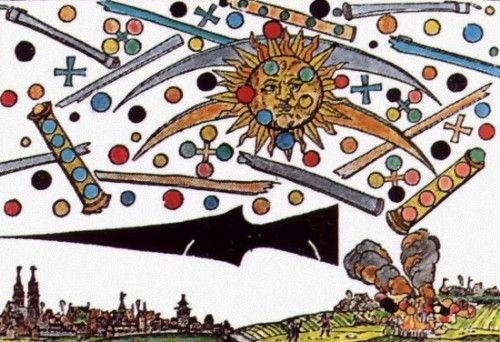
1566年にドイツで制作された木版画(1561年のニュルンベルク上空の天文現象)。オーロラや幻日ではないかという考察の一方で、これはUFOを描いたもので、右下には墜落して煙を上げていると見られる、と考える人もいる。

古代・中世から、超常現象としてのUFOと思われる物体は度々目撃が報告されており、古代文明の遺跡から出た壁画（アフリカ北部タッシリナジェールなど）や人形（日本の遮光器土偶など）の一部は「異星人」を思わせるとする解釈がある。浦島太郎など古来より伝わる幾つかの神話・おとぎ話は、宇宙人やUFOとの遭遇を元に作られたという説を唱えるUFO愛好家がいる。いわゆる宇宙人らしきものとともに目撃される例もある。これらは伝承や遺跡の解釈の問題でもあり、すぐには事実と認定できない。また地球人類以外の知的生命体が製造した飛行物体、生きた宇宙人やその遺体が確認された例はまだない。
近代において円盤型の目撃例が増える20世紀後半より以前にも、19世紀末のアメリカでは「謎の飛行船」、第二次世界大戦中の「フー・ファイター」、終戦直後の北欧では「幽霊ロケット」が目撃された。
航空機からの目撃例が多い他、なぜか軍事施設や原子力発電所の近辺、戦争中に目撃される例（前述のフー・ファイターなど）が多い。アメリカ同時多発テロ事件の際にも、2機目が突っ込んだ前後2 - 3秒ほどの間、UFOを付近で目撃したという発言が多発した。噂は存在するが情報の確認は行われていない（同項目を参照）。
以下ではUFO目撃史において代表的とされる事件を挙げる（なお、以下の例では航空軍事用語とエイリアンクラフトとしてのUFOが混在している）。分類可能なものはハイネック博士による分類法などにより年代順に整理する（→#アレン・ハイネックによるエイリアンクラフトの分類）。

### 第一種接近遭遇（近距離からのUFO目撃例）
以下はパイロットなどが近距離から未確認飛行物体を目撃した代表的ケースである。

#### フー・ファイター
第二次世界大戦中の1939年から1945年にかけて、未確認飛行物体が戦闘が激しい地域を中心にたびたび目撃された。「フー・ファイター」とは連合国の兵士たちの間で使用された「未確認飛行物体」の総称である。夜でもまばゆいほど発光しながら正確な編隊を組んでいたり、信じられないほどの高速で飛行したりしたと伝えられている。連合国側だけでなく枢軸国の日本軍やドイツ軍でも未確認飛行物体が目撃され、戦地で噂になっていた。
大戦当初にヨーロッパで目撃されたケースでは「ドイツの新型爆撃機だ」、また1941年12月の日本やアメリカの参戦後にアメリカ本土付近で目撃された際は「大日本帝国が秘密兵器を飛ばした」、「近海に日本の大艦隊がいる」、「ドイツの科学力と日本の航空技術が結ばれた」など、様々な噂が飛び出した。
実際に、1942年2月に日本海軍の艦船がカリフォルニア州サンタバーバラ近郊の石油施設を艦砲射撃した翌日未明には、後に「ロサンゼルスの戦い」と呼ばれることになる未確認飛行物体（アメリカ陸海軍が日本軍の航空機と誤認した）の目撃と、それに対する大規模な攻撃がアメリカ陸軍によって行われ、多くの市民がこれを目撃し、対空砲火の破片や心臓発作で6人もの死傷者まで出す騒ぎになった。
また大戦後期のドイツは原爆（原爆はアメリカや日本も開発していた）やV2ロケット開発に着手し、当時の水準ではアメリカやソ連、イギリスを超えるほどの世界一ともいわれている科学力を持っていたため、戦後になっても「実はドイツは円盤型の超音速戦闘機を完成させていたのではないか」などの憶測を飛ばすことになった（ナチスのUFO）。そのためか、架空戦記ではドイツ軍の円盤型戦闘機などが登場するものもある。

#### ケネス・アーノルド事件
1947年6月24日にアメリカ人のケネス・アーノルドが、自家用機で飛行中ワシントン州上空で9個の奇妙な物体を目撃した事件。この事件の影響により「空飛ぶ円盤（フライングソーサー）」という語が普及した。

#### 介良事件
1972年、高知県高知市東部にて、当時の中学生たちが両手に乗るほどのサイズの小型UFOを捕獲したとされる事件。

#### ポルトガル空軍機による遭遇事件
1982年11月にポルトガルの空軍パイロット3名が飛行中に、直径3mの円盤型で金属製のUFOと遭遇した。UFOは停止したと思えば空軍機の周囲を旋回してつきまとったりと不規則な動きをした。後にもう1機の空軍機が応援に駆けつけUFOと対峙した。最後にUFOは非常な速度で飛び去った。後の民間研究では、否定派の科学者がUFOは気球だったと主張したが、目撃したパイロットたちはその意見を否定した。

#### 日航ジャンボ機UFO遭遇事件
1986年11月17日に日本航空のボーイング747貨物機が、アラスカ州上空でUFOに遭遇し追跡された事件。

#### コスタリカでの目撃例
2007年11月、コスタリカ サンホセ州タルバカ地区に住む建築材料の加工作業を行っていた一般男性が、作業現場周辺(Calle Azulillos)でUFOが浮遊しているのを目撃した事例。モトローラのRAZR V3という携帯電話を用いて近距離撮影に成功したという。当時コスタリカの現地マスコミによって放送された。この映像がCGIやVFXではない場合、非常に近い距離且つ、高品質な状態で動画での撮影に成功した最初の興味深い事例だと言える。 有志による画像解析とデータ検証によって、高い確率で加工された形跡が無いことが確認されている。
コスタリカでは原因は不明だが、UFO現象が昔から多発しているという。2021年においてもこのサンホセ周辺でこのようなものが時折目撃されるという。

### RV（レーダーと目視によるUFO目撃例）
RV（Radar/Visual Reports）とはレーダー機器と目視で同時にUFOが観測された事例である。

#### エールフランス3532便事件
1994年1月28日、ニース - ロンドン間の上空にて、エールフランス3532便の操縦士3名が奇妙な飛行物体を目撃した。当初「ぺしゃんこになった鐘」に見えたその物体は、すぐに赤黒い円盤状に形を変えた。2分後にその物体は消失したが、ある時はレンズ豆、ある時は矢のように見えるなど、絶えず輪郭を変化させていた。
同時刻にフランス空軍のレーダー、そしてトゥール市にあるレーダー探知センターが、3532便と直角に交わる未確認の物体を捕捉した。レーダーの記録などから、飛行物体が航空機や観測用気球であるという説は退けられた。パイロット達の証言の詳細は一致しており、物体が消失した時間の証言も、レーダーの記録と一致した。飛行物体の大きさは推定500メートルから1キロメートルであった。

#### 人民解放軍空軍UFO追跡事件
1998年10月19日、中華人民共和国河北省滄州市の空軍基地上空にUFOが出現した。地上からも「キノコのような形」をして地上に光を放射しながら飛んでいく物体が目撃された。この軍用機でも民間機でもない飛行物体が4つのレーダー基地でも観測されたため、基地司令のリー大佐は迎撃命令を出した。発進した戦闘機には2名が搭乗していた。
この乗員の証言によれば、UFOはSF映画に出てくる形をしており、麦わら帽子のようであった。また、戦闘機が接近しようとすると逃走し、遠くに逃げ去ったかと思うと戦闘機の真上に出現したりと、相手をからかうような挙動を示した。飛行物体の高度が20,000メートルに達すると、戦闘機の燃料が乏しくなったため追跡は断念された。飛行物体はやがてレーダー反応からも消失した。

#### テキサス州事件
2008年1月8日のアメリカ南部テキサス州にて、警察官を含む17名が、フットボール競技場ほどのサイズのUFOを目撃した。UFOはレーダーでも3機捕捉されたが、そのうちの1機は飛行禁止空域だったジョージ・W・ブッシュの自宅に真っ直ぐ向かっていたため、F-16戦闘機が発進する事態となった。

### フラップ（多人数によるUFO目撃）
フラップとは、同じ地域で短期間にUFOの目撃が多発する現象。「UFOウェーブ」とも呼ばれる。

#### ロサンゼルス空襲事件

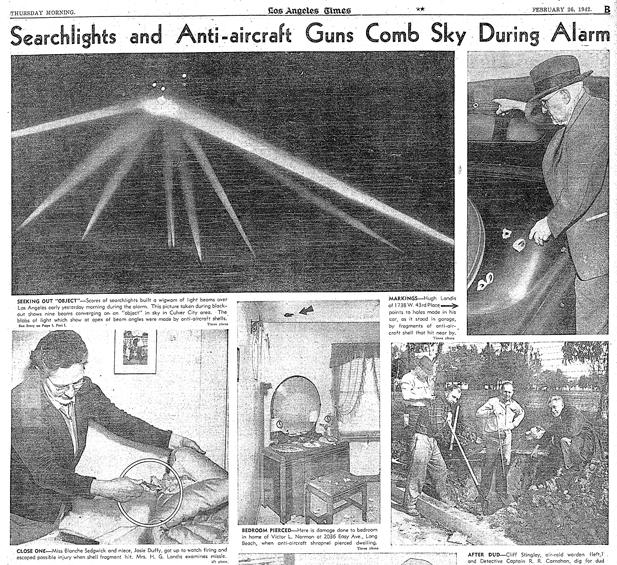
未確認飛行物体の飛来を伝えるロサンゼルスタイムズ紙

第二次世界大戦で対日戦が始まってから約3か月後の1942年2月24日の夕方、日本海軍の大型潜水艦がカリフォルニア州サンタバーバラ近郊の石油精製所を砲撃した（アメリカ本土砲撃）。米英戦争以来の本土攻撃を受けたアメリカ軍と政府は大混乱に陥り、アメリカ西海岸一帯に厳重な警戒態勢が敷かれた。
日本海軍による攻撃がその後なかったために、同日深夜には西海岸一帯の警戒態勢が解かれたものの、警戒態勢が解かれた直後の2月25日未明に、光を放ちながら数百キロメートルの低速で飛ぶ数十機の未確認飛行物体がロサンゼルス市上空に出現し、同時にレーダーにもとらえられたためにアメリカ西海岸一帯に再び警戒警報が出された。
その後飛行物体を目視で確認したアメリカ陸軍によって、飛行物体に向けて1430発もの対空砲火が撃ち込まれた。対空射撃は2時間続いたが、撃墜された飛行機はなかった。数千人の目撃者の中には、対空砲火の中を光を放つ飛行物体がサーチライトに照らされている写真を撮影したものや、「秒速8キロメートルでジグザグに移動する光体」がいたことを証言するものがいた他、ラジオでは対空砲火が行われている風景が実況中継された。なおこの作戦中に落ちてきた対空砲火の破片を受けたり、驚きのあまり心臓発作を起こした6人が死亡した。
しかし戦後公開された日本海軍の資料では、当時アメリカ西海岸沿岸で活動していた潜水艦の艦上機を合わせても10機にも満たなかった上に、この日にアメリカ西海岸上空を日本海軍機が飛行した記録はなかった（日本海軍機による初のアメリカ本土空襲が行われたのは同年9月である）。

#### エクセター事件
1965年、米国ニューハンプシャー州のエクセターにて「巨大な金属製の物体」が音もなく上空に静止しているのを警察官2名と大学生が目撃した。物体は急降下して目撃者に接近してきたが、警官は銃を抜くことができなかった。民間人のコラムニストであるジョン・フラーがこの事件を調査したところ、75件を超える目撃情報があることが判明した。
この事件について空軍は自然現象の誤認説（→#気温逆転説）での説明を試みた。しかし、そうした公式見解は逆にジョン・フラーら民間研究者に「空軍によるUFO隠蔽説」の疑惑を抱かせることとなった。この事件により、1960年代のアメリカではUFO問題への多くの公開討論が各地で行われることとなった。

#### 青瓦台UFO襲撃事件
1976年10月14日に大韓民国・ソウル上空に12機の国籍不明の飛行物体が侵入。首都周辺に駐屯する韓国軍が対空砲で一斉射撃を行い、市街地に流れ弾が着弾し数人が負傷。

#### マニゼスUFO事件
1979年11月11日の夜、109名の乗客を乗せたスペインのTAE航空 JK-297便のパイロットが、マニゼス東海上で驚くべき速度で飛来する2個の赤い光を目撃した。ジャンボジェットほどのサイズである2個の光の動きは完全に連動しており、航空機の周りを自由自在に飛び回り「挑発」とも取れる動きを示した。機長は空港に連絡を取りバレンシアに緊急着陸を行った。その後も赤い光は上空に見えており、地上要員や航空管制官、空港長が目撃した。その空域のレーダーにも捕捉された。スペイン防空司令部はロス・リャノス空軍基地のミラージュ戦闘機にスクランブルを命じたが、飛行物体は逆に戦闘機への急接近を行った。
ちょうど1年後の1980年11月11日、同じ飛行物体がスペイン北東部に再び現れ、少なくとも6機のスペイン旅客機がそれを目撃した。飛行物体は非常に明るい緑色の球形で、空港の滑走路を「うろついた」後に「飛び去って行った」と目撃者は述べている。

### 第2種接近遭遇（UFOの物理的証拠が残る例）

#### トラン＝アン＝プロヴァンス事件
1981年1月8日、フランスのプロヴァンス地方にて、自宅の庭で日曜大工をしていたレナート・ニコライが、爆音とともに急降下してくる鉛色の物体を目撃した。物体の大きさは2.5mで、スープ皿が上下に重なったような形をしており、光に包まれていた。1分をしないうちに物体は急速度で飛び去って行った。物体の下部にはドアが付いているようだった。地面には2mの円形の着陸痕が残っており、UFOという言葉を知らなかったニコライは憲兵に通報した。
憲兵による現場の調査結果はニコライの目撃証言とほぼ一致した。ニコライの証言によれば、飛行物体は驚くほど正確な操縦技術で操作されていた。ニコライ家の近隣には軍事基地があったが、時間帯や着陸場所から考えてもヘリコプターや飛行機ではなく物体は全く無音で飛行したため、エンジンで動く機体でもなかった。フランス国立宇宙研究センターのUFO調査部署であるGEPANは、現場から採取した土や植物のサンプルを解析した。その結果、着陸痕の地面は衝撃で摂氏600度まで上昇し、微量の鉄や亜鉛などが検出された。現場で採取されたウマゴヤシは、電磁気的な影響により損傷を受けていたため、飛行物体が電磁気で飛行していたという仮説が立てられた。物体の質量は推定500〜700kgであった。
懐疑的な研究者はUFOの着陸痕が完全な円形ではなく、車のタイヤに似ていること、当時の発見場所には車の往来があったこと、GEPANが現場に到着し調査を行うまでには時間の空白があったので、人為的な影響を及ぼすことが可能であったことなどを指摘している。そこで1988年には調査が再開された。再度による土壌分析では植物に影響を及ぼしうる（粉末状のセメントなどの）物質は見つからなかった。「これらの分析から重大な物理現象が実際に起き、植物への説明できない影響、地面を擦った後、熱衝撃をもたらしたという結論が得られた」と分析者は述べている。

### 第3種接近遭遇（UFO搭乗者の目撃例）

#### 9世紀のUFO搭乗事件
815年（あるいは852年）、フランスのリヨンにて、空から球状の物体が連なりつつ降下をしてくる事件が起きた。球体は草原に着陸すると、やがて「ドア」が開き、中から3人の男性と1人の女性が現れた。球体はやがて上空に消え去った。周囲の目撃者は出現した4人を魔術師だと思い処刑しようとしたが、やつれきった様子の彼らの説明を聞き、介抱した。介抱された4人の説明によれば、自分たちは普通の村人であり、野原にいる時にあの「球状の物体」と出会ったということであった。球体からは自分たちとよく似た男たちが現れ、彼らは自分たちは邪悪な者ではないと述べたという。4人は球体に乗り込み飛行経験をすることとなり、丸い窓から眼下の地上を眺めたり、世界各地の町を訪れたりといった体験をした。
この説明は当時の人々に受け入れられず、4人は火炙りとなるところであったが、現場にいた司教が介入しこの混乱を鎮めた。事件の詳細はこの司教により記録された。

#### ヘマー村事件
1948年に西ドイツのズンデルン (ザウアーラント)地方のヘマー村にて、全長30mの金属型の飛行物体が牧羊者の前に現れた。牧羊者は牧草地の中に着陸した物体の表面に触れると強いショックを受け気絶状態となった。彼が意識を取り戻すと、周りに体長1mほどのアーモンド形の目をした頭部の大きな生物たちがいた。彼らはおそらく酸素の容器と思われるチューブのついた箱を手にしており、気体を吸い出していた。彼らは理解できない言語で話し、土壌や草を調べサンプル採集を行っていた。やがて飛行物体に乗り戻ると、物体は高速で飛び去った。着陸痕として、丸く草が焼けた個所が複数並んでいた。目撃した牧羊者は、いつのまにか強い日焼けをしていた。
1952年マイニンゲン近くの森にて、48才の元ドイツの陸軍少佐が、11才の娘を連れてバイク走行していた。娘が150m先に変な物体があると言ったので近寄ってみたところ、円盤状の物体と、体長1.5mほどの銀色のスーツを着た2人の小人がいた。小人は目撃されたことに気づくと円盤に乗り込み、円盤は加速して飛び去っていた。辺りには押しつぶされた草が残っていた。元陸軍少佐は米当局にその話をし、西ドイツに駐在していたCIAに体験の証拠を提出した。
1954年10月10日、隣国のフランスでのUFO目撃がピークに達したころ、再びヘマー村の真北50kmの地点て、葉巻型の飛行物体が目撃された。あるミュンスターの映写技師は低空1.5mの高さで低空する葉巻型物体と、その下で作業する体長1m以下の小人たちを見た。彼らの頭部は大きく、ゴム製のような衣服を身に着けていた。小人たちは梯子を使い、物体の中に入っていった。その数時間前には、近くの田舎道を走行していた3名が、2体の小さな生き物がハイウェイを横切り円盤の中に入っていくのを目撃していた。
上記の目撃者は、誰も他の者の体験について知らなかった。目撃された飛行物体は同じ形状で、その搭乗者にしても当時流行していたハンサムで長髪のUFO搭乗者の記述とは一致していなかった。

#### エンリケ・ボッタ事件
1950年にアルゼンチンで起こった事件。当時、建築技師であったエンリケ・ボッタ（Enrique Botta）は、高速道路を車で走行中に、そばの草地に円盤型で金属製の物体があることに気づいた。物体は静止していたため、ボッタは意を決し中に入ることにした。内部は（天井があることを除けば）空のように見え、壁際には4つの座席があった。座席には身長1.2mほどの灰色の小人が計器やパネルに向かって座っており、その身体は焼けただれていた。生物はすでに死んでいた。座席前の制御パネルの上には透明な球体が回転していた。
高速道路に戻ると、ボッタは大急ぎで友人2人を呼びに行った。既に日が暮れていたので、翌朝になり3人は「UFOの墜落現場」に戻った。既にそこに円盤はなく、代わりに灰の山があった。1人がそれを手ですくってみると、手は緑色に変色し何日もそのままだった。その直後、1人が上空を見上げると、葉巻型と円盤形の3つの飛行物体が浮かんでいた。ボッタは5枚の写真を撮影したが、現像した結果はぼんやりとした形が2枚写っていただけだった。
ボッタはこの事件の後に、高熱に見舞われ皮膚が膨れ上がった。医者に診せても原因不明と診断され、この症状は数週間続いた。ボッタはこの事件を公表しなかったが、後に彼の2人の友人が公表した。ボッタは博士号をもつ人物であり、地元での評判も良く、無視できない目撃者であった。

#### ラインホルト・シュミット事件
1957年11月5日に全米各地で数多くの未確認の飛行物体が目撃された。目撃された場所は多数であり各地の警察署の電話回線はパンク状態となり、報告を受けた米軍はジェット機の緊急発進を行った。メキシコ湾の航行中の警備隊やニューメキシコ州のミサイル試射場の憲兵隊員、テキサス州の米空軍気象観測官らも飛行物体を目撃した。特にカリフォルニア州の気象観測官3名と、そこからわずかに離れた上空を飛行していた空軍兵10名は「円盤型で磨き上げたアルミニウムのように輝く6機の飛行物体」をほぼ同時刻に目撃した。テキサス州の防空監視団は「赤い光を放つ巨大な飛行物体」からの通信を傍受することに成功したが、その内容は解読不能であった、と証言した。民間人からのいくつかの証言は「飛行物体が近づいた途端に自動車のエンジンやカーラジオが停止した」などの点では一致した。
同日、カリフォルニア州で穀物飼料問屋に勤めるラインホルト・シュミット（en:Reinhold O. Schmidt）という名の男性が、「金属でできた銀色の宇宙船」を目撃し、その内部から現れた「2人の男」と会話を交わしたと証言した。宇宙船内部には、地球人と似た6名の男女がおり、内部を見せてもらった後に宇宙船は垂直に飛び去ったと語った。シュミットは警察に届け出たが、正気ではないと判断され精神病院に送られた。シュミットはその後、自らの体験を自費出版した後に行方不明となった。宇宙船の着陸現場に出かけた警察署長は「確かに何らかの機械がここに着陸した」と判断した。シュミットが宇宙船を目撃した地域で、謎の飛行物体を目撃したという報告が複数人の目撃者により寄せられた。彼らはシュミット同様に、飛行物体が接近した際に車のエンジンが停止した、と語った。シュミットが宇宙船を目撃した翌日には、テネシー州に住む12歳の少年が宇宙船と宇宙人を目撃したと報告した。その描写はシュミットの描写とほぼ同様のものであり、少年がシュミットの事例を知っている可能性は皆無だった。フラップ（UFOの大量目撃）と第3種接近遭遇が同時に報告されたまれなケースである。

#### パプアニューギニアでの目撃事件
1959年6月26日、パプアニューギニアにて、空中に浮かんでいる円盤型のUFOを38名の人間が目撃した。円盤の中には4名の人影が何らかの作業をしている様子が見えた。目撃者の1人が搭乗者に向かい手をふると 搭乗者達も同じ動作をした。目撃者が両手を上げて振ると、乗員たちも両手を上げて振って応えた。UFOは45分もの間観測され、最後には空中に飛び去って消えた。その後しばらくの間、カトリック教会の上空などに断続的にUFOは出現した。最終的な目撃者は約150人に及んでいた。目撃者であるWilliam Booth Gill神父が目撃内容を詳細に文書に記し、他の目撃者25名がその文書に署名した。
迷信深い者たちによる目撃事件にすぎない、と批判する者も出たが、目撃者の中には高等教育を受けた者や、別国の宣教師や貿易商などが含まれていた。パプアニューギニアとは関係のないアメリカ空軍はなぜかこの事件について、土星や木星などの天体が光の屈折により目撃された自然現象であった、と発表した。だが目撃された乗務員についての言及はなかった。
なお、この事件が発生する6日前から「コーヒー皿のような飛行物体」や「窓のあるラグビーボール」の光体などが目撃されている。さらにこの事件の後2か月にわたって、同地域にてUFOが目撃され続けた。

#### ニューハンプシャー事件
1973年11月1日、米国ニューハンプシャー州マンチェスターでのルート114にて、車で帰宅中のリンダ・モレル夫人が、明るいオレンジ色に輝く六角形で構成された巨大な球体を目撃した。その物体は半分透けているような性質があり、上方には窓のようなものが見えた。モレル夫人は体中がヒリヒリする感じを受け、意識が薄れたが気が付くとUFOの近くまで進んでいた。物体の窓には人影があり、グレイ型の人相をしていた。搭乗者は彼女に「怖がらないように」何とか伝えようとしていると感じられた。女性はパニックになり車から抜け出し、近くの民家に助けを求めた。民家の住人が警察を呼び、警察官が駆けつけると、遠くに色を変えながら移動する光体が見えた。民家の住民を含めた合計4名がそれを目撃したが、嘲笑を恐れ、地元の新聞社には曖昧に報告した。モレル夫人は調査を受けたが、催眠状態での質問の受け答えでも彼女の話に矛盾点などは見られなかった。
そして11月3日になると同地域にて再びUFOが出現した。レックス・スノーと妻のテレサは、小型望遠鏡で銀色の円盤を目撃した。そして同日の真夜中に、レックスは自宅回りが異様に発光していることに気付き、外に出たところ「銀色のスーツ」を着た異形の人物2人を目撃した。レックスは飼い犬に「飛びかかれ」と命じたが、銀色の生物ににらまれると飼い犬は沈黙した。銀色の人物2人はしばらく地面から何かを拾い上げる作業を続けた後に木立の中に消えた。テレサは「銀色の輝き」が木立の中を遠ざかっていくのを目撃した。

#### 甲府事件
1975年に山梨県甲府市で起きた、UFOと宇宙人を目撃したと報道された事件。

#### 虚舟UFO漂流事件
一部の古代宇宙飛行士説論者が江戸時代に起きたと主張する事件である。

### 未分類の事例

#### オーロラUFO墜落事件
1897年4月17日、アメリカ合衆国テキサス州オーロラ近郊に“飛行船”が墜落。住民たちが見に行くと未知の金属の破片や当時の地元新聞の表現によると“この世のものではない”("not of this world") 操縦士の遺体を発見し、火星人と考えた住民はキリスト教の儀式に則り葬儀埋葬し、墓を建てたという。その後1970年代に再注目されるまで70年以上この事件は忘れられていた。

#### ロズウェル事件
ケネス・アーノルド事件の直後に起きた、いわゆる「ロズウェル事件」は極めて有名であり、複数のフィクションにおいて何度も題材にされているほどである（『ロズウェル - 星の恋人たち』など）。これは、アメリカ南部ニューメキシコ州のロズウェル近郊に「UFOが墜落し、その残骸が軍によって回収され秘匿されている」というものである。
1947年6月14日、ニューメキシコ州ロズウェル近郊にある牧場で、マック・ブレーゼルは牧場内に散乱した金属片を発見した。7月に入ってブレーゼルと彼の家族は金属片を集め、保安官のジョージ・ウィルコックスに通報。ウィルコックスはロズウェル空軍基地に連絡した。7月7日の午後、基地からやってきた2人とブレーゼルは残りの破片を捜してゴムや金属箔を見つけたのち、元の形を復元しようとした（が、上手くはいかなかった）。翌朝、破片は基地へ持ち帰られた。
7月8日、ロズウェル基地付け報道官のウオルター・ハウト陸軍中尉が「陸軍航空隊がロズウェル近郊の牧場に墜落した空飛ぶ円盤（Flying Disc）を回収した」と発表し、マスコミの注目を浴びた。しかし同日中にロジャー・M・レーミー空軍准将が「発見された空飛ぶ円盤は軍が使用している気象観測用の気球だった」と訂正を行った。後に行われた発表では残骸も公表されて、事件はすぐに忘れ去られた。それから30年以上、UFO研究家も含めて誰も関心を持つことはなかった。
しかし1978年になって、破片回収を行った軍人ジェシー・マーセルに対してUFO研究家がインタビューを行った際、マーセルはこの事件を軍による隠蔽とする意見を表明した。この話題はUFO愛好家の間で関心を持たれるようになり、1980年にはタブロイド紙『ナショナル・エンクワイアラー (National Enquirer)』がマーセルへのインタビューを載せたことで、広く世間で知られるようになった。
「ロズウェル事件」が有名になると、既に30年以上経過していたにもかかわらず、軍の圧力があったとする証言や「政府の秘密文書」などが多数表れるようになった。「ロズウェル事件の際に回収した異星人の解剖フィルム」なるものまでが現れた。1997年には、アメリカ政府より正式報告書「ロズウェル・リポート」が改めて発行された。この報告書では「当時墜落したのは実は秘密実験に使用されていた気球で、後に発見された異星人の死体といわれるものは高度での人体への影響を調べるための観測用ダミーである」としている。また解剖映像が捏造（）であったことが後に判明した（宇宙人解剖フィルムの項目を参照）。
2007年、ロズウェル基地の元報道官ウォルター・ホート大尉が、ロズウェル事件について「隠蔽があった」ことや、基地の格納庫で「異星人の死体を直接見たこと」を記述する宣誓供述書に署名していたことが判明した。研究者であるドナルド・シュミットによれば、これは最も強力な証拠であり、他にも異星人の死体や墜落した円盤を目撃した関係者の証言が多数得られているという。空軍により尋常ではないほどの家宅捜索や脅迫をされたため、隠蔽工作があったことを確信する証言者も多い。

#### トリンダージ島事件
1957年12月から翌年の1月にかけて、ブラジル海軍が国際地球観測年に向けての観測基地を南大西洋に浮かぶマルティン・ヴァス諸島のトリンダージ島に設営する際に、数回にわたり観測隊員や島民が円盤型の飛行物体や光を目撃したとされる伝達情報。日本のUFO愛好家の間では昔からあった有名な話であり、たびたび出版されている。出版物などで同島を「トリニダーデ島」と呼ぶが、正しい名称は「トリンダージ島」（Trindade、ポルトガル語であり綴りが異なる）である。トリニダーデ島（Trinidad、元来はスペイン語）とはカリブ海にあるトリニダード・トバゴの島であるので、誤訳といえる。超常現象としてのUFOの話にはこのような誤訳が多い。
この話はブラジル国内ではほとんど知られていないが、他国では書籍の写真を通して有名である。同島はブラジル東南部のエスピリトサント州の沖にあり、本土から1200キロメートル以上離れている。居住島民はおらず、海軍の駐在所と科学研究員の宿泊施設がある。
1958年1月1日にブラジル海軍長官と観測隊員が同島周辺を飛行する光体を目撃したとされた。同月15日と16日には海軍練習船アウミランチ・サウダーニャ号（Almirante Saldanha ）が観測船として同島に接近したときに円盤型の飛行物体が出現したとされる。ただし、この目撃例は地球観測年だけのもので翌年以降はない。また、「公認のUFO写真」という有名な写真が海外の雑誌に出版されたが、ブラジル海軍は遭遇を認めていないので「公認」の写真ではない。
写真に写っている物体は湿った大気中を飛んでヴェイパーに包まれた飛行機という意見もあり、ツインボナンザという機種が似ていると研究されたが、特定されてはいない。写真は4枚の連続写真であり、1枚目は飛行機の側面から、2枚目以降は正面からとられたものと推測されている。1枚目はぼんやりと土星型に写っているが、2枚目以降はもっとはっきりとした円盤型に写っている。それが水蒸気に包まれた双発のプロペラ機を正面から見た形に似ていると指摘する研究者もいる。しかし最近のデジタル化した写真の分析により、二重露出で物体を写したものという意見が説得力をもっている。
写真を公表したのは海軍ではなく、同行したカメラマンであるアルミロ・バラウーナ（Barauna）であった。彼にはトリック写真を作る技術があり、この事件以前にも偽UFO写真を撮って「UFOに追いかけられた」というジョーク記事も書いたことがある。この件も面白そうな形に写った飛行機の写真を思わせぶりに見せただけだと考えられるが、結果として国外では大変有名になってしまった。ブラジル最大の新聞『オ・グローボ』は、バラウーナのいたずらと結論付けた。

#### メキシコ空軍UFO事件
2004年3月5日に、麻薬密輸の監視にあたっていたメキシコ空軍機が十数機のUFOに遭遇し、追尾されたとする事件。赤外線探知機の画像には、よく見れば静止した物体であることがわかる11個の点が映っていた。しかし、メキシコ空軍が公式に発表したために世界各国で報道された。その後、地元のUFOに肯定的な団体の調査により、UFOの隊形と煙突の配置が同じであること、画像の「UFO」は移動していないことから、海上油田の煙突のフレアスタックの誤認だと結論されている。メキシコ政府は公式発表についてその内容を変更してはいないが、そもそもの「発表」が、報告を受けた将官が知人のUFOマニアに見せた以上の調査もせずに行われたものだ。

### アブダクション（第4種接近遭遇）
UFO現象の中には、「UFOに誘拐された」とする「アブダクション」の事例報告が存在する。体験者によると、UFOによりUFOの中に誘拐され、医学的な手術を受けたり、小さなトランスミッター（発信機）を埋め込まれたり、実験や研究の対象となったという証言、場合によっては性行為（男女双方に対する強制的、もしくは非強制的な）の対象となったという報告もある。宇宙人と好意的な関係を結んだとする「ポジティブなケース」も存在するが、多くの場合、体験者はトラウマを抱え込むことになる。
アブダクション時には体外離脱などの現象も起こるため、ある研究者は臨死体験との類似を指摘している（→#臨死体験説）。アブダクションにはある特定の傾向がある。「アブダクトされたという時間と場所に、確かにいるはずの人がいない」「帰ってきたときに、身体に異常な痕跡が残っている」「複数人が同時にアブダクトされ、お互いの体験を検証できる」といった特徴である。またアブダクションを報告するものはコンタクティーと混同されることが多いが、ほとんどのアブダクション体験者は、その体験で金銭を得ようとはしない傾向がある。また多くの場合、自分の体験が異常なものであると感じるため、体験者は自分の存在を公にしたがらない傾向がある。アブダクションの対象となった人々は医師・弁護士・教授などの職業層から非熟練労働者まで広い範囲にわたっている。
アブダクション体験は証言のみで物的証拠が伴わない場合が多く、調査の結果フィクション、もしくは虚偽記憶、想像上の体験であることが判明したケースもある。物的証拠については、体内に埋め込まれた「トランスミッター」、もしくは物質を後からMRIやCTで発見し、手術によって取り出した、とする事例もある（それは小規模な脳梗塞などの画像だとする説もある）。
数多い報告の1つに「鼻の奥に球状のインプラントを埋め込まれた」という例がある。この場合、医師により鼻孔の奥が調査された結果、証言通りに謎の金属球が発見されたり、鼻孔に説明不可能な穴が開いている事が確かめられたケースもある。宇宙人の子供を授かったというケースでは、妊娠が確認された体験者の体内から、いつのまにか胎児が消えていたことを医師が発見したケースがあるという。アブダクション後には癌が治癒していたと語る者もいる。2013年のシチズンズ・ヒアリング・ディスクロージャー公聴会には、エイリアンにアブダクションされたと主張する人々の身体を調査を行った医師が参加し、全く傷痕のない患者の体内に異物が混入していたケースが存在したことなどを証言している。

#### 虚偽記憶説・出生外傷説
これらのアブダクション現象については虚偽記憶（False Memory）で説明できるという考え方がある。アブダクション体験談の多くは「催眠状態の誘導により思い出されたもので、そこに虚偽記憶が介在する余地があるため、信頼性の高い情報とはいえない」という側面があるという理論である。
なお、研究者であるデイヴィッド・マイケル・ジェイコブズはこの虚偽記憶説を批判している。「アブダクション体験者は互いに面識がなく、UFOについての知識がないにも関わらず一般に知られていない詳細なアブダクション現象の共通点を同じように報告してくるため、それらが作り話や虚偽記憶であるという可能性は極めて低い」と述べている。
もし催眠下にある人間がアブダクション体験を捏造しようとした場合、その報告はバラバラで全く共通点がなくなるという実験結果も出ている（アルヴィン・ロースンの実験）。またUFOとの遭遇を直接思い出した者と、催眠により思い出した者とが語る証言には、実質的な違いは何もないと結論した研究もある。アブダクション体験者の中には、催眠を用いずに体験を思い出した例もあり、そうした体験者がウソ発見器をパスしたケースもある（1973年のパスカグーラ事件など）。
アブダクション現象は幼児期の性的虐待の記憶が多くの人間に虚偽記憶として蘇っているのではないかとする「出生外傷説」がある。スタニスラフ・グロフがLSDを用いた研究では、出生外傷に基づくと思われる意識状態にて、第4種接近遭遇とよく似た現象を報告した者がいる。しかし、この説では「アブダクション体験者が催眠により虐待そのものの記憶を取り戻さないこと」や「多くのアブダクション体験者が子供の頃の虐待体験を否定していること」などの事実の説明がつかない。

#### ヒル夫妻のアブダクション事件
ベティ・ヒルとバーニー・ヒルの夫妻は、1961年9月19日から9月20日まで地球外生命体に誘拐されていたと主張した。催眠療法により両者が同じ記憶を思い起こしたことが話題となった。この事件はアブダクション事例の中でも最も有名なものとなり、さまざまな議論を呼んだ。

#### リンダ・ナポリターノ事件
1989年11月30日深夜、アメリカ東部ニューヨークのマンハッタンにて、マンションの窓をすり抜けて女性が空中に浮き上がり、上空の UFO に吸い込まれるという事件が起きた。この光景を、第5代国際連合事務総長であるハビエル・ペレス・デ・クエヤルと彼を護衛する2人のボディガードが目撃していたとされる。アブダクションされた女性リンダ・ナポリターノは後に退行催眠などにより事件の記憶を思い出した。またデ・クエヤルはこの目撃談の存在を否定した。
後に研究者のバッド・ホプキンズがこの事件を調査している。ホプキンズが取材を行ったところ、国連事務総長であるデ・クエヤルは、アブダクションは事実であったと述べた上で「それを自ら公表することは混乱を招くのでできない」と発言した。また目撃者は他にも存在していた。郵便局員とジャーナリスト、電話交換手など複数の者が、リンダが空中に吸い込まれていく光景などを目撃していた。

#### アンドレアソン事件
1967年1月25日、ベティ・アンドレアソンは台所の扉を透過して入ってきた5人の小人たちに導かれて、小型のUFOに乗りこんだ。「出産テスト」をうけたあと、不思議なトンネルを通って、未知の世界へと旅をして、不死鳥の映像を見せられた。事件から10年後の1977年、UFO研究家の調査に応じて逆行催眠をかけられて、何に遭遇したのかを知った。CUFOS (Center for UFO Studies) の所長ジョーゼフ・アレン・ハイネック博士は、アンドレアソンの事例によってUFO問題が「驚くほど複雑」になってきたことがわかると記している。アンドレアソン事件は複雑であるため、拉致事件の記録のなかでも重要度においては最大級の出来事である。

## UFOについて言及した著名な人物

### 元宇宙飛行士
エドガー・ミッチェル
2008年にイギリスのラジオで「UFO現象は事実であり地球には異星人が訪れている」「政府は60年以上そのことを隠してきたが情報が漏れつつある」と述べた。またミッチェルによると、その地球外生命体に敵意は無く偵察任務の時にも彼らとの接触があり、彼らは人類の行く末（未来）を悲観的に捉えていたという。
エドウィン・オルドリン
アポロ11号にてニール・アームストロングと共に初の月面着陸を成し遂げたバズ・オルドリンは2005年に、『サイエンス・チャンネル』という番組でUFOとの遭遇について報告した。オルドリンによると月面に降りた際に「円筒形の物体」が観察できるほど近くにあった。また飛行中もアポロ11号に覆いかぶさるほどのUFOを目撃していた。そしてNASAはその事実を隠したと番組中で語った。しかしオルドリンは2年後の2007年のインタビューで、「99.9パーセント、あれは宇宙船の分離パネルだった」と、前言を撤回した。その2年後の2009年にオルドリンは「火星の衛星フォボスには、人工構造物である巨大な石板が存在する」と語っている。
ジェームズ・マクディビット
マクディビットは1965年ジェミニ4号で飛行中に「ポールの突き出た円筒形の飛行物体」を目撃した。彼は後にその物体は異常なものではなかったと述べた。
ドナルド・スレイトン
マーキュリー・セブンの元飛行士スレイトンは、1951年に飛行機のテスト中、直径1mほどのUFOを目撃したと述べた。スレイトンによるとそれは明らかに観測用気球ではなく、時速480キロメートルで飛ぶ飛行機を軽く引き離し、突然急上昇して上空に消えた。
ゴードン・クーパー
クーパーは1951年に未確認飛行物体が編隊を組んで飛んでいるのを目撃したと語っている。また後にクーパーは宇宙飛行士の名声を利用して嘘の情報を流し利益を上げようとする人間が多いため、ほとんどの宇宙飛行士はUFOについて論じるのを渋っている、と話した。1955年にクーパーのチームは、金属製で円盤型のUFOが3本の着陸ギアを下ろして着陸する現場を目撃した。1963年にはオーストラリアのパース上空にて、クーパーは「赤い尾をひく、緑色の物体」を見た。
1976年の『ロサンゼルス・エグザミナー』 (en:Los Angeles Herald Examiner) のインタビューでは「他の惑星から知的生命体が、われわれ人類と接触しようとして、定期的に地球を訪れている。宇宙を航行している間にも、私は多くの宇宙船に遭遇した」「NASAとアメリカ政府はこのことを知っており、膨大な証拠を持っている。にもかかわらず、一般大衆に知らせまいと沈黙している」と語っている。

### 政府関係者
ポール・ヘリヤー
元カナダ防衛大臣のポール・ヘリヤーは2013年に「少なくとも4種類のエイリアンが何千年もの間、地球に来ている」「今いるエイリアンのうち5種類の名前は「ゼータ・レティクル、プレアデス、オリオン、アンドロメダ、わし座（アルタイル）」「UFOの情報開示を阻む、既得権を持つ「影の政府」がアメリカには存在する」と発言した。後にインタビューにて「1961年に50機のUFOが編隊を組み、ロシアから南下しヨーロッパを横切った」「ほとんどすべての（エイリアンの）種族は、人間に対して友好的で人間を助けたがっている」と述べた。
キルサン・イリュムジーノフ
ロシア連邦カルムイク共和国の大統領であったイリュムジーノフは、2010年4月26日にロシアの国営放送に出演した際、宇宙人に連れ去られた経験があることを明かした。宇宙船は半透明のチューブ型で、宇宙人は黄色い服を着ていた。彼の運転手と大臣、補佐官もこのことを目撃したと書いている。
ドミートリー・メドヴェージェフ
ロシア首相（前大統領）であったメドヴェージェフは「地球外生物は地球を訪れているだけではなく、実際我々の中で既に生活している者もいる。」「大統領が引き継ぐ『宇宙人ファイル』が存在する」と発言した。この発言はジョークであるという見方もあり、物議をかもした。
ジミー・カーター
当時州議会議員だったジミー・カーターは、自ら未確認飛行物体を目撃したことがあると公に認め、大統領在任中には情報公開法に基づいて多くの政府による未確認飛行物体情報を開示した。ただしこの場合、未確認飛行物体（UFO）とは「自然現象か鳥か航空機か、あるいはそれ以外の物か判別できない物体」を指す、航空・軍事用語でのUFOを意味する。
ロナルド・レーガン
カーターの後任であるロナルド・レーガン大統領も、公式の記者会見において未確認飛行物体の存在を認める発言を数回に渡り行っている。
河野太郎
防衛大臣として記者会見時に「あまりUFOは信じていないが、アメリカ国防総省が画像を出したので、真意や分析を聞きたい」と超常現象のUFOと解釈して公表している。前述の「UFOという呼称」の通り、アメリカ国防総省は一般的な未確認飛行物体と言う意味で画像を出している。

### 軍関係者
UFOについて、実名で言及した軍関係者は数多い。
ウラジーミル・チェルナヴィン
元ソビエト連邦海軍総司令官でありソ連邦英雄。2009年に行われたインタビューで、ソ連海軍には海面上で不可解な物体に遭遇した多数の事例があることや、専門の分析部門がそれらを分析していたことなどを明かした。チェルナヴィンが明かした情報の中には、元海軍のVladimir AzhazhaによるUFOの統計情報があり、それによればUFOとの遭遇事例の5%は海に、15%は湖に関連していた。また、ロシアの潜水艦を追跡した正体不明の6つの物体が、海中から飛び出し空中へ飛び去った事件が存在することなどを明かした。
フィリップ・J・コーソー
元アメリカ陸軍情報将校。著書『ペンタゴンの陰謀』（邦訳は1998年に二見書房刊行）において、アメリカ政府がロズウェル事件で墜落したエイリアンクラフトを回収しており、そのリバースエンジニアリングによりステルス技術など多くのハイテクを獲得・開発したと主張した。この主張は科学技術史的に辻褄が合わないものであり多くの研究者に捏造話であると批判されている。
ロバート（ボブ）・ディーン（Robert Dean）
元アメリカ陸軍下士官曹長。北大西洋条約機構（NATO）在籍中に異星人ファイル「アセスメント」を閲覧し、そこには4種の人間型の異星人情報が書かれていたと証言した。それらは多次元的な存在であり、太古から人類と親密な相互関係をもつ者たちだと述べた。2009年にスペインで開催されたヨーロピアン宇宙政治学サミットでは、マリナー9号やソ連の火星探査衛星フォボス2が火星を撮影した際に、写真に人工的な建造物や都市が写っていたことを証言した。
ロバート・ウォーカー（Robert Walker）
元アメリカ陸軍少尉。アメリカ航空諮問委員会の施設公開時に、ドイツから研究目的で接収した円盤形の航空機を目撃したと証言している。後に銀色の円盤形UFOを写真に収めもしたが、フィルムごと没収されたと述べている。
クリフォード・ストーン（Clifford Stone）
元アメリカ陸軍軍曹。1960年代のベトナムでUFOを目撃したことや1989年に軍を退役した時に57種類の異星人がアメリカ陸軍の目録に載っていたことなどを記者会見で語っている。
ミルトン・ウィリアム・クーパー
元アメリカ海軍将校。アメリカ政府に2種類の宇宙人が接触したことや、アメリカ秘密政府がUFO技術を有していることなどを講演会を証言した。

### その他
横尾忠則
芸術家。著書でUFOとのコンタクト経験があることや宇宙人との交信記録を明かしている。横尾によれば、美術作品を創る上でサポートがあったという。
木村秋則
農業家。世界で初めて無農薬有機栽培のリンゴの栽培することに成功したが、それはUFO・異星人との遭遇体験によるものだと語っている。
アーサー・C・クラーク
SF作家。UFOを計6回目撃したと述べている。
山口百恵
1975年8月、仕事先の千葉県九十九里海岸で2機のUFOを目撃した。
ジョン・レノン
1974年8月23日に、ニューヨークにある自宅アパートのバルコニーの窓の真上に空飛ぶ円盤が接近してホバリングしているのを、恋人のMay Pangとともに目撃したと発言している。物体のサイズはジェット機に近く、円錐型の胴体の周りに白い輪が点滅しながら取り囲んでいた。通り過ぎていくUFOを見て、慌てて何枚かの写真を撮ったが露出オーバーで映らなかった。レノンの曲「Nobody told me」には「ニューヨークの上空にUFO がいたが、私はそんなには驚かなかった」と歌う個所があり、「Out of the blue」には「UFO のように君は私のところにやって来た。そして人生の不幸を吹き飛ばしてくれた」とある。もともとUFOに関心を抱いていたレノンは、この事件を機にUFO現象にますます熱を上げていった。

## UFOの正体についての諸説
これら諸説は、いわゆる「超常現象としてのUFO」の存在を肯定して、その正体について言及するもの「超常現象としてのUFO」の存在を否定して、現在の人類が知り得る科学的知見の範囲内で説明するもの（誤認説など）と、2通りに大別できる。

### タイムマシン説
「UFOは未来の人々が開発した、時間移動を行うために使用する乗り物（タイムマシン）である」とする説。UFOが消えたり現れたりすることを空間移動ではなく時間移動と解釈する。
フランスのUFO調査機関であるGEPANの設立者ルネ・フーエルは、UFO搭乗者が一般的に人類との接触を避けているのは、彼らが未来人でありタイムパラドックスを避けている可能性があると述べている。
歴史上の重要な時点でUFOが目撃されることがしばしばあるが、これは未来人が過去の重要な場面を選んでいるからだという推測もある。例えば20世紀直前の時期には飛行船が将来に実用化されると考えられていたが、当時のUFOは飛行船の形態と似ていた。第二次世界大戦中には爆撃機のマーカーとして輝くキャンドルが使用されたが、当時のUFOは発光する球体の形をしていた。第二次大戦後の1946年にはロケットの形をした「ゴースト・ロケット」が世界を騒がせた。1990年代には米国のステルス戦闘機を真似た三角形型のUFOが目撃された。これらの物真似はその時代にどういった種類の飛行物体が製造されるのか前もって知っていなければ不可能である。
UFOと遭遇し20分間行方不明になっていた男性が、発見された時は5日分のヒゲが伸びていたというケースがある。UFO搭乗者が、地球の言語を話したり、地球製の衣服を着ていたり、地球の食物を食べていたという事例も見られる。また極まれに搭乗者が目撃者に対して「今は何年か？」と尋ねたり、未来の地球からやってきた、と証言するケースもある。UFO搭乗者の姿は、背が低く頭の大きな子供のような姿で描写されることが多いが、これはネオテニーが進んだ未来の人類の姿であるという推測もある。
この説に関しては物理的な根拠、証拠は一切示されていない。
HISTORYチャンネルの「古代の宇宙人」シリーズでは古代宇宙人の来訪だと主張するジョルジョ・ツォカロスの説が紹介された。

### イタズラ
「UFOを写した」とされる写真の中には、人工物や自然現象の誤認の他に、模型や光学合成による作り物が多いことも知られている。近年はコンピュータグラフィックスによってかなりリアルな画像を捏造するケースが多い。安価なカメラを用いても、トリックをうまく計画すれば、超常現象雑誌に掲載されるレベルの完成度の高い画像を作ることは可能である。「本物」とされ繰り返し出版された写真の中にも、後年になってトリックを見破られた例は多い。
なお、UFOのトリック写真には以下のものが多い。
吊るし型
ピアノ線など極細い糸を使ってUFOの模型を吊るし、それを撮影する。きわめて初歩的な技術であり容易さのために多用されるが、簡単に見破ることができる。スペインの「ウンモ星人」の円盤の例が有名（画像処理により、吊るしていた糸が見えた）。
投擲型
金属製の灰皿、タイヤのホイール、CDなど円板状のものを投げ、それを撮影する。うまく撮影するためには熟練を要するが、雑誌に掲載するのには十分よい写真が取れる。
合成型
別々の写真を合成するもの。コンピュータが普及したことで合成が容易になった。熟練技術があれば動画も作れる。
投影型
強力な映写機や投光器を使って夜間、雲に光を当てる。UFO自体に人造物を使ったトリックではないために技法や造形の不自然さを見抜かれる危険は少ないが、強力な光源を用意しなくてはならないため、費用がかかる。自動車のライトが反射したものや、投光器などの投影光が誤認される例も多い。
その他
その他に窓ガラスにUFOのシルエットを模したシールや紙の切り抜きを貼り、ガラス越しに外の風景を撮影する、という方法がある。安易な手法であるが、よほどうまく作らないとよい写真は取れない。
この他に気球や凧を上げるなどの方法もある。これらは故意によらず誤認されることがある。マンテル大尉事件がその一例。
クロップサークル（ミステリーサークル）がUFOのような光によって作成されていたり、クロップサークルの近くをUFOが飛んでいたりする目撃談があることから、クロップサークルとの関連も考えられることが多かったが、クロップサークルの多くはイタズラであったと後に判明している。その典型がイギリスのダグ・バウアー（Doug Bower）とデイブ・チョーリー（Dave Chorley）である。この2人はミステリー・サークルの最初の製作者として名乗りを上げ、簡単な道具と人力によって立派なミステリー・サークルが比較的短時間で作れることを実演してみせた。この実証により、現在ではミステリー・サークルは人間によるイタズラと見なされるようになった。1990年9月17日、福岡県糟屋郡篠栗町の稲田で直径20メートルと5メートルのサークルが出現し、全国ネットのニュース番組で取り上げられた。篠栗町ではミステリー・サークルのテレホンカードを売り出すなど、町おこしに活用している。それをきっかけに2か月間に福岡県と佐賀県で5箇所で10個のサークルが出現するなど日本各地でミステリー・サークルが発見され、マスコミでも大きく取り上げられた。しかし、1991年10月、福岡県内で窃盗の常習犯として警察に検挙された高校生12人のグループが、篠栗町ミステリー・サークルを作ったのが自分たちだと自白し、いたずらと判明。この報道以降、日本におけるミステリー・サークル発生報告はほとんどなくなりブームは鎮静化した。

### 組織的捏造説
一部の軍事評論家は、UFOの目撃談は軍事組織や情報機関によって捏造された物であると主張している。これらは最新ドローンやステルス攻撃機の目撃談、政府による極秘の宇宙開発プロジェクトや軍部独自の地球外生命体探査など重大な機密が世間やスパイに漏れるのを防ぐため、敢えて超常現象としてマスメディアを通じて喧伝（）したり噂話を増長させることで肝心な部分から目をくらます欺瞞（）工作であるというのだ。地球外の古代遺跡やタイムマシン、古代文明人の来訪など捏造自体はそれと証明された物が多いが、これらに軍や情報機関が関与している証言や物証は乏しく陰謀論から抜け出すものではない。ただし、エリア51のように、秘密兵器の研究基地であることがわかっている場合もある。テレビ局が超常現象を扱う人気番組を作るために故意に物語を捏造したり、偶発的に起こった騒ぎを利用したり誇張したりする場合もある。（→#ヴァルジーニャ事件）

### 精神投影説
UFO現象のうちいくつかは、それが起こる直前から無名のSF作家たちにより人知れず予想されていたケースがある。また超現実的で夢のような性質をもつUFO遭遇事例も多く、UFOの搭乗者が無意味な行動を取ったり、地球上の衣服を身に付けていたり、当時流行していたサイエンス・フィクションの影響を受けている事例もある。これらから、UFOは人間の無意識が投影されたものであるとする見方がある。
ただし、UFOや異星人という概念自体が深層意識においてさえ存在しない時代の目撃例は、この説では説明がつかない。（→#9世紀のUFO搭乗事件）

### 秘密兵器説
自国を含めて、地球上のどこかの国の軍部によって秘密裏に開発されている戦闘機や兵器ではないかという説。冒頭で述べた通り、UFOの正体についての諸説は、いわゆる「超常現象としてのUFO」の存在を肯定するか否定するかで2通りに大別できるが、本説はその両者を含む。つまり従来の科学的知見を超えた秘密兵器を誰かが極秘裏に開発しているのではないかという主張と、単に見慣れない格好の航空機を誤認したに過ぎないという主張である。
新兵器を誤認したという観点では、例えばアメリカ軍であれば、XF5Uフライングパンケーキ、YB-49、F7Uカットラス、F-117ナイトホークなどの航空機が候補にあげられる。一般人からすると形状が奇妙だったり開発・運用が秘密だったりする。これらの機体は「UFO」であり正体を明かされていない飛行物体である。それらの新型機はいずれも民間空港で見慣れた形態ではなく、全翼機などの近未来風のSF戦闘機を想起させる形状をしており、常識を超えた速度（目視による速度の見積もりは問題が多い）で飛行できるなど、超常現象としてのUFOの目撃例と類似した点が見られる。実際、アメリカのネヴァダ砂漠にある空軍基地エリア51は、新型飛行機を含めた新兵器が開発・訓練するための基地である。当然のことながらこれらは軍事機密である。マンテル大尉事件においては、海軍が開発していたスカイフック気球を誤認したというのが、有力な説かつ空軍による公式見解であるが、当時のスカイフック気球は海軍の機密事項であったため、その存在を知らない大尉にとっては本来の意味においての「未確認飛行物体」であった。また実際に電波をすべての方向に均等に反射する目的で、円盤型の実験機が1950年代に製作されたこともあったが、空力的安定性があまりにも悪いために実用化には失敗した。
東西冷戦期には「ソ連の新型機」ではないかという説も盛んに主張された。確かに冷戦時代のソ連にはTu-95、Tu-160などの爆撃機をベースに改造された超長距離偵察機なども配備させていた。現在もロシアにそれらの機種は存在し稼動中である。これらは、しばしばアメリカ本土付近に現れ防空識別圏に侵入し、挑発的偵察活動を行った。日本付近にも現れた記録がある。2013年3月には、ロシアのSu-27戦闘機2機が北海道北部にある利尻島の日本領空に出現した。これらの偵察機は、米軍機や航空自衛隊など西側諸国の空軍機によって確認された場合もあったが、目視確認される前に飛び去った場合も多々あった。戦闘機が超音速で飛行できる時間はごく限られているので、亜音速偵察機でも時間に余裕があれば邀撃機に捕捉確認されずに十分遠方に逃亡できる。
また、2021年ころより、米国連邦政府機関（国家安全保障局、中央情報局、第16空軍、国防情報局など)は、UAPが「中国が開発する新型無人兵器、自律型AI兵器」である可能性も含め、その正体や物体、現象を検知し分析する調査部会「AOIMSG」を設置した。米国のインテリジェンスコミュニティーだけでなく、エネルギー省の研究機関やDARPA,IARPA、その他Palantirといった民間機関とも情報を連携、協力して調査を進めると言う。ファイブアイズに所属する英国やカナダとも情報を共有して未確認空中現象を検証する。

### 地球外生物の来訪説
この説は海外では古代宇宙飛行士説とも呼ばれており、一般に認識されている宇宙人もしくは何らかの未知の生命体が地球内に飛来して来た時に、地球人には彼らの乗り物が「UFO」として認識されているという説である。陰謀論を主張する者は世界各国の政府はこれらの重大な事実を認識しながら、一般市民によるパニックやエネルギー問題などの社会構造の大転換を恐れて隠ぺいと事実の否定を繰り返しているという。この議論は物理学者からSF作家までさまざまな立場の人物が情報を提供したり、宇宙人の存在の可能性について指摘している。
NASAのような公的な宇宙研究機関の職員や米軍関係者、民間の軍事テクノロジー企業の技術者も引退後、ある程度の年月が経ってから宇宙人関連の機密情報を暴露した、もしくは死の直前に「地球外の文明」や「他の惑星の物質」に言及しているケースは多々見受けられる。有名な例が宇宙飛行士のエドガー・ミッチェル大佐やロッキード・マーティン社の上級エンジニアだったボイド・ブッシュマン博士である。彼らは生前、主にグレイと呼ばれる生命体について語っていて、彼らが知っている範囲の生物的な特徴や嗜好、知能レベルについて暴露している。
世界の大国の国防機関や最先端の研究機関には機密の漏洩に関して厳しいルールが存在し、機密漏洩の誓約書に反する行為に抵触した場合、厳しい罰則や禁錮刑が科せられる場合がある。この条件下でエドガー・ミッチェル大佐やボイド・ブッシュマン博士は職業やプロジェクト勤務前に機密の漏洩に関する誓約書に署名をしていると思われ、未知の生命体グレイと接触し、国家最高機密レベルの仕事に携わったとしても、こういった極秘の宇宙開発のプロジェクトの全貌や地球外生命体の存在の可能性については、死を悟る直前まで黙秘を貫いてきた理由だと個人による情報配信サイトや一部のマスコミは指摘している。
グレイ型宇宙人の出身星に関する憶測については、アマチュア天文学者で作家及びオハイオ州で小学校教師をしていたマージョリー・フィッシュ（ Marjorie Fish）はグレイ型宇宙人に誘拐されたとするヒル夫妻誘拐事件に興味を持ち、独自の調査を行った結果、「グレイ」の故郷はレチクル座ゼータ星から来ていると結論付けた。またUFO研究家であり作家のミルトン・ウィリアム・クーパーは、一部の政府機密文書の入手と関係者への取材による調査によってつかんだ事実として、グレイにも数種類のグループがおり、そのうちの「大きな鼻のグレイ型宇宙人 (large nosed gray aliens)」の出身惑星はオリオン座のベテルギウスであると述べている。これらの説を検証するため、FBIは一部のUFO事件とされる事案を扱った例があり、大学の宇宙研究所から民間企業まで宇宙生物学的観点から宇宙探査やSETIへの新規参入など様々な研究機関で地道な研究が行われているのが現状であり、公的な研究機関や世界各国の政府が地球外生命体を公式に認めた例は現時点では存在しない。
陰謀家のデイビッド・アイクは、地球には爬虫類型の宇宙人「レプタリアン」も既に地球に来ていると主張し、このレプタリアン達は普段ホモサピエンス科の人間に成りすましていて、世界各国の政治・経済界の指導的立場に就いて、世界を支配しているという。このレプタリアン説は一部の陰謀論者から熱烈な支持を得ている。
先ほどの「グレイ陰謀論」「レプタリアン陰謀論」に比べ考古学と宇宙人の来訪を結びつける要素が強いのが「古代宇宙飛行士説」と呼ばれる一部の作家の憶測や研究者による検証方法である。ギリシャ国籍の作家ジョルジョ・ツォカロスやスイスの歴史作家エーリッヒ・フォン・デニケンなどの作家は地球外生命体が紀元前から地球に来訪していると主張している。その根拠となるのは古代メソポタミア文明やマヤの遺跡から発掘された古代の文書や絵画で、そこには、その時代には存在し得なかった奇妙な物体や風景が描かれているという。日本においても古代宇宙飛行士説があり、『竹取物語』も完全な実話であり当時の地球にやって来た宇宙人が物語（記録）に登場していると作家の小泉芳孝は主張している。
宇宙物理学の分野においては、過去にブラックホールの特異点定理の理論を確立したスティーヴン・ホーキングは「UFOは宇宙人の乗り物ではない」という見解を示しながらも、地球外生命体と地球人類が接触することへの危機感をメディアで表明した。
NASAエイムズ研究センターに勤める日本人研究者の関根康人はタイタンにおける潮汐加熱によるハビタブルゾーンの可能性も指摘しており、現実にイオやエウロパでは潮汐加熱が大きな熱源となっていることから、窒素とメタンで構成される厚い大気に覆われ、液化したメタンの雨が降り、川や湖を作るのみならず、温度の状態が安定していることを鑑み、さまざまな仮説をもとに地球外生命体の存在の可能性を指摘している。
このように一部の陰謀論者や宇宙研究者が地球外の脅威と未知の文明、地球上における生命の起源を結びつけた仮説を打ち立てた結果、今現在、問題になっている未知の飛行体の存在とアメリカ国防総省によって科学的分析が行われている謎の空中現象に関してのさまざまな憶測が、娯楽としてSF映画などの題材になっているのが現状である。

### 異次元からの飛行物体説
UFOは隠れた現実である「異次元」から来ているとする説。「精神投影説」のように、UFOを「心理現象」であると解釈してしまうと、UFOの着陸跡（焦げ跡など）やレーダー上の航跡、アブダクションされた人々の手術痕などの物理的痕跡の説明がつかない。そこで人間の意識が投影された異次元が存在することを想定し、そこからUFOが現れると推測する説が成り立つ。「UFOが地球外の物であることを示す証拠は何もないが、時空を超越した異次元からきている証拠は山ほどある」と研究家であるジャック・ヴァレは指摘しており、ジョーゼフ・アレン・ハイネックは、UFOが突然出現し、忽然と消え去る現象が多数目撃されているため、それらは他の惑星からやって来たものではなく、異次元からやってきたものではないか、とコメントしている。
しかし、UFOを遠い星系から飛来する宇宙船であるとする説やタイムマシンであるとする発想から見ても、星間旅行や時間旅行を同種の技術で実施している可能性があり、それらの説と重複しているとする面がある。
ノンフィクション作家のマイケル・タルボットは、現実とは決して客観的なものではなく人間の精神が生み出す間主観的なホログラムである、と述べたうえで、ホログラフィックな別次元からUFOが現れるのではないかと推測している。
宇宙の力を全て統一的に記述できるとされる「超弦理論」では、プランク長以下の極小空間に、隠れた6次元が存在するとされている。その隠れた6次元を構成する幾何学構造は、他のDブレーン（多宇宙）とつながっていると主張する物理学者もいる。
また、地球外生物説と重複してしまう可能性があるが、シミュレーション仮説との関連性も指摘されている。この世界を作った「上位管理者が何らかの形で介入した結果がUFO現象として現れている」という可能性を米国の愛好家の中で提案されている。マウスカーソル理論に例えるならば、我々の世界が画面だとして、UFOは3次元方向に移動するマウスカーソルといった具合である。

### 神秘体験説
変性意識状態に入った人間がUFOとの遭遇を異次元にて起こした、と解釈する説。UFOとの遭遇時には体外離脱を経験する者も多く、そうした例では何らかの変性意識下の状態にあったと推測される。（→#アブダクション（第4種接近遭遇））
臨死体験研究者であるケネス・リングやハーバード大学の宗教学教授であるキャロル・ザレスキーによれば、UFOとの遭遇はシャーマンが隠された次元に旅する時に遭遇する神話的な現実と似ているという。研究家のダニエル・ピンチベックは我々の世界に別次元から干渉している妖精や異星人などの存在が太古から存在し、シャーマンのような特殊な資質をもった人間だけが彼らを知っていたのではないか、と述べている。

#### 臨死体験説
立花隆によれば、臨死体験を経験した後に、UFOと遭遇する者は少なくない。臨死体験の研究者であるケネス・リングが収集した事例では、その体験が臨死体験なのかUFO遭遇体験なのか区別できない事例が複数あったという。
一例として、ニューヨークに住むある女性が腫瘍で倒れ、体外離脱を経験した後に、気が付けば宇宙の施設内の手術台の上にいたという事例がある。女性が窓から宇宙を眺めていると「7人くらいの背の高い痩せた何か」に囲まれ「それ（腫瘍）はもうなくなった」と告げられた。女性の意識が地球に落下していき、肉体の中に戻ると、腫瘍が消失していることに気付いた。臨死体験説は矢追純一によるUFO番組特集でも取り上げられ話題になった。

### 誤認説
幻覚
UFOやその搭乗者などの目撃は、幻覚の類のものであるという主張がある。この説の問題点は、多くの者が同時にUFOを目撃したケースや物的痕を残したケースを説明できないことである。
例えば報道などにより集団幻覚が誘発できるとしても、その目撃場所にはあまり偏りが生じないと思われる。実際は物体の直線の飛行経路数十km以上にわたって目撃を追跡できる事例がある。幻覚であれば直線に沿って起きることはない。
ここで言う幻覚とは、文字通り覚醒剤などによるものである。
人工物
遠くの車のヘッドライト、夜間に飛行する飛行機やヘリコプターなどを誤認したという説。不規則に明滅する人工衛星も誤認されやすい。これらが偶然に平行して移動していればより「本物」らしく見える。車のヘッドライトなら目撃者との間に木などの障害物があれば、不規則に明滅したり、瞬間的に消えたり現れたりしているように見える。複数台の車が通れば急速に左右に動いているようにも見える。また起伏のある道を走行している車のヘッドライトを遠くから見た場合も、不自然に明滅、移動しているように見えることがあるため、これらを誤認したという説もある。
観測用気球もよくUFOと誤認される。逆に気球を観測中にUFOが目撃された例もある。
自然現象
珍しい自然現象を見た際に、そのショックと恐怖によりUFOと誤認したという説。誤認されやすい自然現象の例として球電現象、火球、流星、プラズマなどがある。金星や火星、木星も誤認されやすい物体としてあげられる。また空飛ぶ円盤が写ったと言われる写真が、実は鳥、コウモリ、ハエなどの昆虫、麦の穂、道路標識だったと判明したこともある。もし目撃した物が火球や流星であれば、気象台で確認することができる。必ずしもすべての火球や流れ星を気象台が把握しているわけではないが、寄せられた同様の目撃談の特徴から正体が判明することもある。また、月や木星、金星のようにほぼ静止している光源でも、動き回りながら見る人間にとってはUFOに見えることがある。これらの光点をピンボケ撮影するとUFOめいた写真が撮れる。
気温逆転説
1952年に天文学者ドナルド・メンゼルは『ルック』誌と『タイム』誌上でUFO現象は蜃気楼であり、低温の大気層が温かい大気層に挟まれたことにより起こるという「気温逆転説」を発表し話題を呼んだ。UFO目撃時の環境やUFOが砂漠で多く目撃されていること、そして最後には必ず消えてしまうことなどから、UFOの正体は逆転層であると唱えた。
構造の歪み理論(TST)
心理学者のマイケル・パーシンジャー (en:Michael Persinger)によれば、地震や竜巻が起こる前後数か月から数年間にかけて、主に震央から数百km以内で異常な発光現象 (ALP) が起こりやすいという。地質構造の歪みを誘起する電場が原因で深い岩石層から発光現象が起こる。それを目撃した距離が遠いとただの発光現象に見えるが、目撃者の距離が近いとその電磁的性質が人間の脳の側頭葉に影響を及ぼし、幻覚的なビジョンを見せるのではないか、と主張している。
この説の疑問点は何故震央直近でUFOが目撃されないのか、といった点である。また、地下深くで電場が生じてもその効果は地表に及ばず大気中に紛れてしまう。電場自体は長い期間にわたって存在しており人間はそれに適応しているため嵐の時に我々の脳に幻覚は起こったりしない。自動車は電場を遮断するが、UFO目撃者の多くは自動車に乗っていることが多い。電場は地表への着陸痕やレーダーへの捕捉といった現象を残さない、といった指摘もされている。
地球光説
上記のパーシンジャーの説と違い、空中の発光球のみを対象とした説である。イギリスなど幾つかの地域では古来より光体が目撃されており、それは主に鉱床や旧鉱で見られ、多くは白色で50cm程のサイズである。この光体はすぐに消えるか、短時間だけ滞在する傾向がある。まれにかなりの高度まで上昇するものがあり、地表に触れると消失する。多くは水上や送電線付近、洞窟の入り口で目撃されている。地球光には電磁的な性質があるため、UFO遭遇者が電磁的な性質を帯びる傾向もこれで説明できる。

## 日本においての認識
ここに書かれた情報の多くは、航空・軍事用語での未確認飛行物体、UFOではなく、超常現象、エイリアンクラフトとしてのUFO学（UFOLOGY）的な意味での情報認識である。

### 一般
世界的に広がっているUFO目撃を発表しあう会では、元アメリカ軍関連者やNASA関連者、その他パイロットと称する人々がそれまで軍や政府、しかしこれらの会合は一般的に英語で行われていることが多く、また目撃の多いラテンアメリカではスペイン語、もしくはポルトガル語圏であることもあり、日本へはUFO関連のイベントや会誌など情報の認知に時間がかかってしまうためか欧米諸国のブームを後追いする形になっている。
ポルトガル語を話すブラジルで発生したとされる「ヴァルジーニャ事件」を、日本ではしばしば「ヴァージーナ事件」とするカタカナ綴りで呼ばれる。これはポルトガル語つづりを強引に英語読みにした誤読であり、情報伝達上に問題があった。また、ポルトガル語の「JARDIM」を公園と訳しているが、この場合はヴァルージーニャ市の区の名前であった。これらの誤読、誤訳、誤解釈は、ポルトガル語から英語に訳されたときに起こったと考えられる。詳細はヴァルジーニャ事件の項目を参照。
インターネットやデジタルカメラの普及により最近では現象を収めたという映像など、アマチュア発の情報が増えていることもあり近年では会の世界的な活動も易しくなってきている。YouTube.comでの投稿数の多さは興味の高さを知る一つの手がかりとなる。しかし、投稿数が多いからといって、超常現象の信頼性が高いとは限らない。
これまで日本ではメディアでたびたび取り上げられるなどしているが、オカルト雑誌、オカルト番組などであり、バラエティ番組やワイドショーには登場してもニュース番組などではあまり扱われてこなかった。しかし、2017年12月16日及び2020年4月27日のUFOに関するアメリカ国防総省の報道について、ニュース番組や新聞を含む各種メディアにおいて報道されることとなった。

### 日本国政府の対応と見解
日本国の領空周辺には防空識別圏が設定されており、未確認飛行物体の領空侵犯に対し、自衛隊が対領空侵犯措置をとる。航空自衛隊は戦闘機を緊急発進し、海上自衛隊の護衛艦は対空戦闘用意が下令される。
日本国政府は、2007年12月18日に閣議決定された答弁書において、「地球外から飛来してきたと思われる」飛行物体について「存在を確認していない」、「研究も飛来した場合の対策も行なっていない」としている。なお、この答弁書については、町村信孝内閣官房長官（当時）が、同日行われた定例記者会見において「政府答弁は政府答弁であり、私は個人的には、こういうものは絶対いると思っております」と笑顔で答えたため、多くのマスコミで報道された。また石破茂防衛大臣（当時）は、同年9月27日に放送の日本テレビ『モクスペ』「UFO vs 世界の科学者100人」のインタビューで「UFOが領空侵犯したらどうすべきか役人と議論した」と語っており、核兵器の使用を在日米軍に要請するかの議論が必要としている。同年12月20日に行われた会見において、「防衛省の見解ではなくあくまで個人的見解である」と前置きをした上で「未確認飛行物体、それを操る生命体（当然人類もそれに含まれる）が存在しないと断定しうる根拠はない。（中略）少なくともないと断定するだけの根拠を私は持っていない。そういうものはあり得るだろうということだと私は思う」と述べた上で、未確認飛行物体、UFOが日本国の領空に飛来した場合の対処と法整備などを考えておくべきと述べた。この場合も、未確認飛行物体の用語定義を明らかにしないと、発言者の意思とはかけ離れたと解釈が生まれる。

### 報告と調査についての現状
2020年4月にアメリカ国防総省が正体不明のままだった飛行物体の映像を公開したことを受け、河野太郎は防衛大臣在任中の2020年9月に、自身はUFO（エイリアンクラフト）を信じていないと前置きしつつ、自衛隊機が未確認飛行物体と遭遇した際の手順を定める考えを示した。なお2020年4月現在、公式には自衛隊機が遭遇した報告は無いという。

## 歴史文献とUFO

### 聖書とUFO
聖書の文章をUFOに関すると解釈する主張はしばしば見られる。真っ先に挙げられているのは、イエス・キリスト誕生の際に現れたという「動く星」である。キリスト誕生のとき東方の三博士は動く星に導かれ、星は厩（）の上にとどまった、というものである（新約聖書・マタイ福音書第2章）。
また、旧約聖書・エゼキエル書第1章には、輝く人の姿をした生き物の横に輪があり、輪はその生き物の動きに従って移動し、屋根のようなものの上には椅子があり、人の姿をした者がいた、と記述されている。これもUFOとその搭乗者として解釈されることがある。
キリスト教の絵画にはUFOらしきもの（以下、円盤と記す）が描かれていると言われることがある。「受胎告知」「雪の奇跡」「聖母と聖ジョヴァンニーノ」「キリストの洗礼」「三位一体」「キリストの磔刑」などの円盤のように見える物体もしくは光をキリスト教の絵画として解釈すると、そのほとんどは、太陽や月、雲、天使やハトから発せられる光などである。
さらにこれらの説を発展させた物が「キリスト＝宇宙人」説であり、古代宇宙飛行士説と関連づけて解釈されることもある。また、聖書とUFOを関連つけた解釈として有名なものにゼカリア・シッチンの説などがある。
聖書や絵画とUFOに関する問題は、聖書や絵画の作者の意図を知らない後生の人々による解釈であるため、聖書や絵画に描かれた円盤のほとんどは、円盤と見なせるだけの歴史的根拠が無い。

## UFOブーム
1970年代後半に日本でUFOブームと呼ばれる現象が起きた。ピンク・レディーの楽曲「UFO」をはじめUFOを題材にした多くの派生作品が作られ、社会現象としてUFOが流行になった。また、日本ではUFOを呼ぶときに「ベントラベントラ」と呪文を唱える方法があるとされるが、この「ベントラ」はレイ・スタンフォードのUFOの呼び方が元となっている。
1978年に映画『未知との遭遇』が日本公開されると、そのブームは頂点に達した。フィクションのテーマとしては大変面白いので、多数の作品が製作されヒットした。後述の作品リストの年代を参照。同時代に日清食品は「日清焼そばU.F.O.」と命名した即席焼きそばを発売し、現在まで販売し続けている超ロングセラーとなった。容器の形を空飛ぶ円盤に見たてるとともに、「UFO」を「うまい（U）、太い（F）、大きい（O）」のイニシャルにかけている。

## 文学・SFとUFO

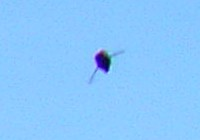
空中に浮かぶUFO。フライング・ヒューマノイドとも考えられる形をしている。詳細は不明。

SFには無数のバリエーションにわたる異星人が登場する。その乗り物も構造から材質、推進法まで綿密に設定された作品もあり、世間に流布しているUFOのイメージ形成にも大きく寄与している（ただし円盤型ではない宇宙船が登場する作品も多い）。地球人類との接触は侵略目的だったり、友好的交流や啓蒙、指導、庇護のためだったり、不時着・遭難だったりする。
山田風太郎は、島崎藤村の小説「夜明け前」第一部作中の「そう言えば、正月のはじめから不思議なこともありましたよ。正月の三日の晩です、この山の東の方から光ったものが出て、それが西南の方角へ飛んだといいます。見たものは皆驚いたそうですよ。馬籠ばかりじゃない、妻籠でも、山口でも、中津川でも見たものがある。」という台詞をUFOの描写と主張した。

## UFOを題材にした作品

### ドキュメンタリー
- 古代の宇宙人（2010年～、ヒストリーチャンネル）
- 幻解！超常ファイル　ダークサイド・ミステリー（2013年～、NHK）
- BS世界のドキュメンタリー「UFO 隠された証拠」（2019年、NHK）
- コズミックフロント☆NEXT「U.F.O.の真実」（2020年、NHK）

### 映画
- スーパーマン (1948年、アメリカ)
- 地球の静止する日（1951年、アメリカ）  - 2008年に『地球が静止する日』としてリメイク。
- 遊星よりの物体X（1951年、アメリカ）  - 1982年版リメイク『遊星からの物体X』では冒頭に円盤が南極に墜落するが、原作『影が行く』と再リメイク作品『遊星からの物体X ファーストコンタクト』に登場する宇宙船は円盤ではない。
- 謎の空飛ぶ円盤（英語版） （1953年、アメリカ）
- 宇宙戦争（1953年、アメリカ） -  原作および2005年のリメイク作品にはUFOは登場しない。
- 宇宙水爆戦（1955年、アメリカ）
- 世紀の謎 空飛ぶ円盤地球を襲撃す （1956年、アメリカ）
- 空飛ぶ円盤恐怖の襲撃（1956年、日本）
- 地球防衛軍 （1957年、日本）
- スーパージャイアンツ（1957年 - 1959年、日本）
- プラン9・フロム・アウタースペース（1959年、アメリカ）
- 宇宙大戦争（1959年、日本）
- 頭上の脅威 （1964年、フランス・イタリア合作）
- 怪獣大戦争（1965年、日本）
- 宇宙大怪獣ギララ（1967年、日本）
- 火星人大来襲（英語版）（1967年、アメリカ）
- 怪獣総進撃（1968年、日本）
- 吸血鬼ゴケミドロ（1968年、日本）
- ザ・タイガース 世界はボクらを待っている （1968年、日本）
- ガメラ対大悪獣ギロン（1969年、日本）
- UFOとの遭遇（英語版） （1975年、アメリカ） - 「ヒル夫妻誘拐事件」を基にしたテレビ映画
- スター・ウォーズシリーズ  (1977年、アメリカ)
- 未知との遭遇　(1977年、アメリカ)　-　原題の「Close Encounters of the Third Kind（「第三種接近遭遇」の意）」は、ハイネックの著書で提唱された用語である
- 惑星大戦争（1977年、日本）
- ブルークリスマス （1978年、日本）
- スーパーマン (1978年、アメリカ)
- エイリアン （1979年、アメリカ） - ＳＦホラーの古典。
- スター・トレック （1979年、アメリカ） - ドラマ『宇宙大作戦』のレギュラーを中心とした映画第1作。
- 戦国自衛隊  （1979年、日本）
- E.T.（1982年、アメリカ）
- スーパーガール (1984年、アメリカ)
- コクーン（1985年、アメリカ）
- 竹取物語（1987年、日本） - 蓮の花型の巨大宇宙船で月の迎えが来るラストの特撮シーン。
- ニューヨーク東8番街の奇跡 (1987年、アメリカ)
- コクーン2/遥かなる地球（1988年、アメリカ）
- 花嫁はエイリアン (1988年、アメリカ)
- コミュニオン 遭遇（英語版）（1989年、アメリカ）
- インデペンデンス・デイ（1996年、アメリカ）
- マーズ・アタック!（1996年、アメリカ）
- メン・イン・ブラックシリーズ（1997年 - 、アメリカ）
- ロスト・イン・スペース（1998年、アメリカ） - ドラマ『宇宙家族ロビンソン』を映画化。
- ゴジラ2000 ミレニアム（1999年、日本）
- こちら葛飾区亀有公園前派出所 THE MOVIE2 UFO襲来! トルネード大作戦!!（2003年、日本）
- スーパーマン・リターンズ（2006年、アメリカ）
- スター・トレック （2009年、アメリカ） - ドラマ『宇宙大作戦』の主要キャラクターを新しいキャストで描いた作品であり、映画第11作。
- 第9地区（2009年、ニュージーランド）
- THE 4TH KIND フォース・カインド （2009年、アメリカ）
- アバター　(2009年、アメリカ)
- SPACE BATTLESHIP ヤマト （2010年、日本） - アニメ作品『宇宙戦艦ヤマト』の初の実写版映画である。
- 世界侵略: ロサンゼルス決戦（2011年、アメリカ） - 「ロサンゼルスの戦い」が前日談として用いられている。
- アイアン・スカイ（2012年、フィンランド・ドイツ・オーストラリア合作） - ナチスの円盤機の噂を基にしたストーリー。
- シリウス (映画)（英語版）（2013年、アメリカ）
- クレヨンしんちゃん 襲来!!宇宙人シリリ（2017年、日本）
- Beyond the Spectrum: Being Taken（2018年、アメリカ） - 邦題『UFO真相検証ファイル Part1 戦慄！宇宙人拉致事件の真実』
- Beyond the Spectrum: Maussan's UFO Files & Humanoids（2019年、アメリカ） - 邦題『UFO真相検証ファイル Part2 衝撃！カメラに映った宇宙人たち』
- Nope/ノープ（2022年、アメリカ）

### ドラマ
- アウター・リミッツ（1963年 - 1965年、アメリカ） - 日本では『ウルトラゾーン』のタイトルで放映。
- 宇宙家族ロビンソン（1965年 - 1968年、アメリカ）
- サンダーバード（1965年 - 1966年、イギリス）
- ウルトラシリーズ（1966年 - 、日本）
- 宇宙大作戦（1966年 - 、アメリカ）
- インベーダー（1967年 - 1968年、アメリカ）
- キャプテン・スカーレット（1967年、イギリス）第25話
- 巨人の惑星（1968年 - 1970年、アメリカ）
- 謎の円盤UFO （1970年、イギリス） - 「UFO」という言葉を一般に紹介する先駆的役割を果たした。
- スペクトルマン （1971年 - 1972年、日本）
- 円盤戦争バンキッド （1976年、日本）
- スペース1999 （1977年、イギリス）
- UFO大戦争 戦え! レッドタイガー （1978年、日本）
- プロジェクトUFO（英語版）（1978年 - 1979年、アメリカ） - 「プロジェクト・ブルーブック（英語版）」を基にしたストーリー。
- V（1983年 - 1984年、アメリカ） - 2009年から2011年にかけてリメイク。
- 地球防衛軍テラホークス（1983年 - 1984年、アメリカ）
- Xファイル（1993年 - 2002年、アメリカ）
- ダークスカイ（1996年 - 1997年、アメリカ）
- TAKEN（2002年、アメリカ）
- サンダーバード ARE GO（2015年 - 2020年、イギリス・ニュージーランド） - 特撮人形劇『サンダーバード』のリブート・リメイク作品。
- SUPERGIRL/スーパーガール（2015年 - 2021年、アメリカ）
- ロスト・イン・スペース （2018年 - 2021年、アメリカ）

### 漫画・アニメ

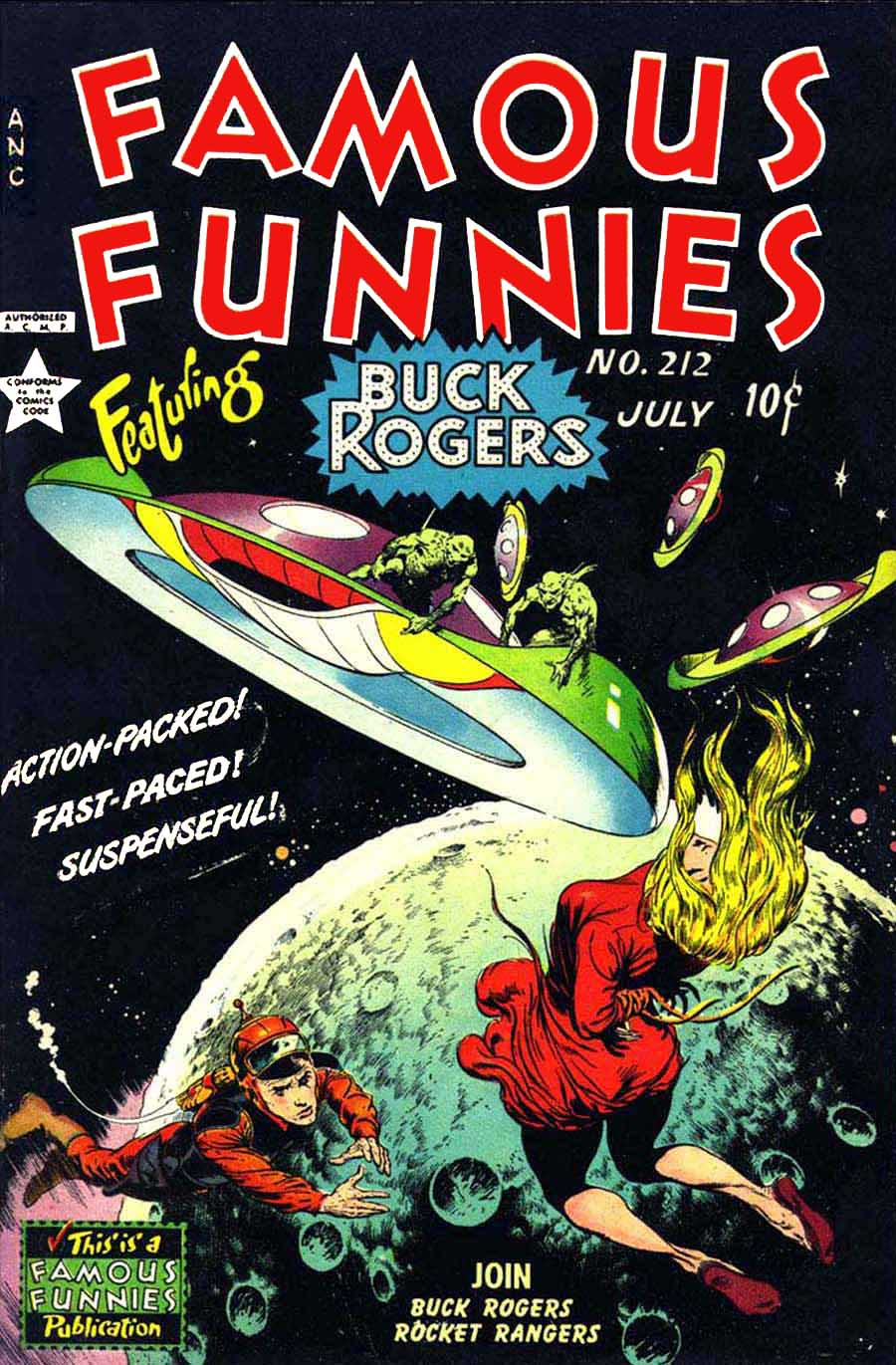

- スーパーマン (1940年代、アメリカ) - アニメ映画。
- 少年ロケット部隊（横山光輝、1960年 - 1963年、日本）
- シドニー行き714便（エルジェ、1968年、ベルギー） - 『タンタンの冒険』シリーズの一編。
- ドラえもん (1969年 - 1996年、日本)
- 恐怖新聞（つのだじろう、1973年 - 1975年、日本）
- チャージマン研!（1974年、日本）
- 宇宙戦艦ヤマトシリーズ（1974年 - 、日本）
- これがUFOだ!空飛ぶ円盤（1975年、日本）
- UFOロボ グレンダイザー（1975年、日本）
- UFO戦士ダイアポロン（1976年、日本）
- 侵略円盤キノコンガ（白川まり奈、1976年、日本）
- 氷河戦士ガイスラッガー（1977年、日本）
- どんずる円盤（白川まり奈、1978年、日本）
- 円盤同乗記（水木しげる、1987年、日本）
- MMR マガジンミステリー調査班（石垣ゆうき、1990年 - 、日本） - 1996年に『MMR未確認飛行物体』としてドラマ化。
- 岸和田博士の科学的愛情（トニーたけざき、1992年 - 1998年、日本）
- 空想科学大戦!（柳田理科雄・筆吉純一郎、1998年 - 2006年、日本）
- 20世紀少年（浦沢直樹、1999年 - 2007年、日本） - 2008年から2009年にかけて映画化。
- 戦いの末裔（松本零士、2005年、日本） - 『ザ・コクピット』シリーズの一編。
- 名探偵コナン （青山剛昌、2006年、日本）-  テレビアニメ第698話「まさか！UFO墜落事件」。
- 天体のメソッド（2014年、日本）

### ゲーム
- スペースインベーダー （タイトー、1978年発表、日本）
- UFOキャッチャー （セガ・インタラクティブ、1985年登場、日本）
- UFO仮面ヤキソバン （DEN'Z、1994年、日本）
- 矢追純一極秘プロジェクト UFOを追え!! （日本クラリービジネス、1996年、日本）
- スペースボンバー（彩京、1998年、日本）
- UFO -A day in the life- （アスキー、1999年、日本）
- サイレントヒルシリーズ（コナミ、1999年 - 、日本）
- THE 地球防衛軍シリーズ（ディースリー・パブリッシャー、2003年 - 、日本）
- デストロイオールヒューマンズ!（THQ、2005年、アメリカ）
- 東方星蓮船 〜 Undefined Fantastic Object. （上海アリス幻樂団、2009年、日本）
- 星のカービィロボボプラネット(コピー能力としてもある、HAL研究所、2016年)

### 小説
- 地球SOS（小松崎茂、1948年 - 1952年、日本） - 2006年に『Project BLUE 地球SOS』としてリメイク。
- 幼年期の終り（アーサー・C・クラーク、1953年、イギリス）
- 宇宙怪人（江戸川乱歩、1953年、日本）
- 美しい星（三島由紀夫、1962年、日本）
当時の三島は「日本空飛ぶ円盤研究会」に入会し、空飛ぶ円盤観測会にも参加していた。
- 果しなき流れの果に（小松左京、1965年、日本）
- 見知らぬ明日（小松左京、1968年、日本）
- OH! WHEN THE MARTHIANS GO MARCHIN'IN（野田昌宏、1969年、日本）
- 地球軍独立戦闘隊（山田正紀、1976年、日本）
- 妖精作戦（笹本祐一、1984年 - 1985年、日本）
- ズッコケ宇宙大旅行（那須正幹、1985年、日本） - 『ズッコケ三人組』シリーズの一編。
- アミ 小さな宇宙人（エンリケ・バリオス、1986年 - 1997年、チリ）
- トミーノッカーズ（スティーヴン・キング、1987年、アメリカ）
- 機神兵団（山田正紀、1990年 - 1994年、日本）
- 鏖殺の凶鳥（佐藤大輔、2000年、日本）
- ほしからきたもの。（笹本祐一、2001年 - 2002年、日本）
- イリヤの空、UFOの夏（秋山瑞人、2001年 - 2003年、日本） - 派生作品にOVA・ラジオドラマ・ゲーム・漫画。
- 神は沈黙せず（山本弘、2003年、日本）
- ここはボツコニアン（宮部みゆき、2010年 - 2015年、日本）
- UFOはもう来ない（山本弘、2012年、日本） - 「と学会」会長でもある著者によるSF。
- 燃える空飛ぶ円盤 [北村小松UFO小説集]（北村小松、2012年、日本）
- 宇宙にいちばん近い人（浜口倫太郎、2013年、日本）

### 楽曲
- U.F.O（沢田研二、1975年） アルバム『いくつかの場面』
作詞：及川恒平 作曲：ミッキー吉野 編曲：ミッキー吉野
- MADE IN U.F.O. （山口百恵、1977年）
作詞：阿木燿子 作曲：宇崎竜童 編曲：加藤ヒロシ
- UFO（ピンク・レディー、1977年）
作詞：阿久悠 作曲：都倉俊一
- UFO音頭（大泉滉、1978年）
作詞：山本正之 作曲：山本直純 編曲：高島明彦
- UFO（遠藤賢司、1979年） アルバム『東京ワッショイ』
作詞：遠藤賢司 作曲：遠藤賢司 編曲：遠藤賢司、佐久間正英
- キャベツUFO（1984年、NHK『みんなのうた』）
作詞・作曲：工藤順子 編曲：MAKI
- 打楽器協奏曲「UFO」（1999年、ワシントン・ナショナル交響楽団初演）
作曲：マイケル・ドアティ
- UFO（Mr.Children、2002年） アルバム『IT'S A WONDERFUL WORLD』
作詞：桜井和寿 作曲：桜井和寿 編曲：小林武史、Mr.Children
- UFOロマンティクス（ギターウルフ、2002年） アルバム『UFO ロマンティクス』
- UFO神社（LOVE JETS 2004年）
- 恋人はUFO（西田エリ、2010年） アルバム『Eri's Collection』
- UFO (きくお、2014年）
- UFO (NEWS、2018年) アルバム『EPCOTIA』
作詞：Hacchin' Maya 作曲：ヒロイズム 編曲：CHOKKAKU
- ひみつのユーフォー (ナユタン星人、2021年)

アルバム名
- UFO（電気グルーヴ 1991年）
- UFOと恋人（筋肉少女帯 1993年）
- 衝撃のUFO 衝撃のREMIX（VA 2002年）
- U.F.O. LOUNGE Mixed by YABE "UNITED FUTURE ORGANIZATION" （YABE（MIX）2005年）

## 関連項目

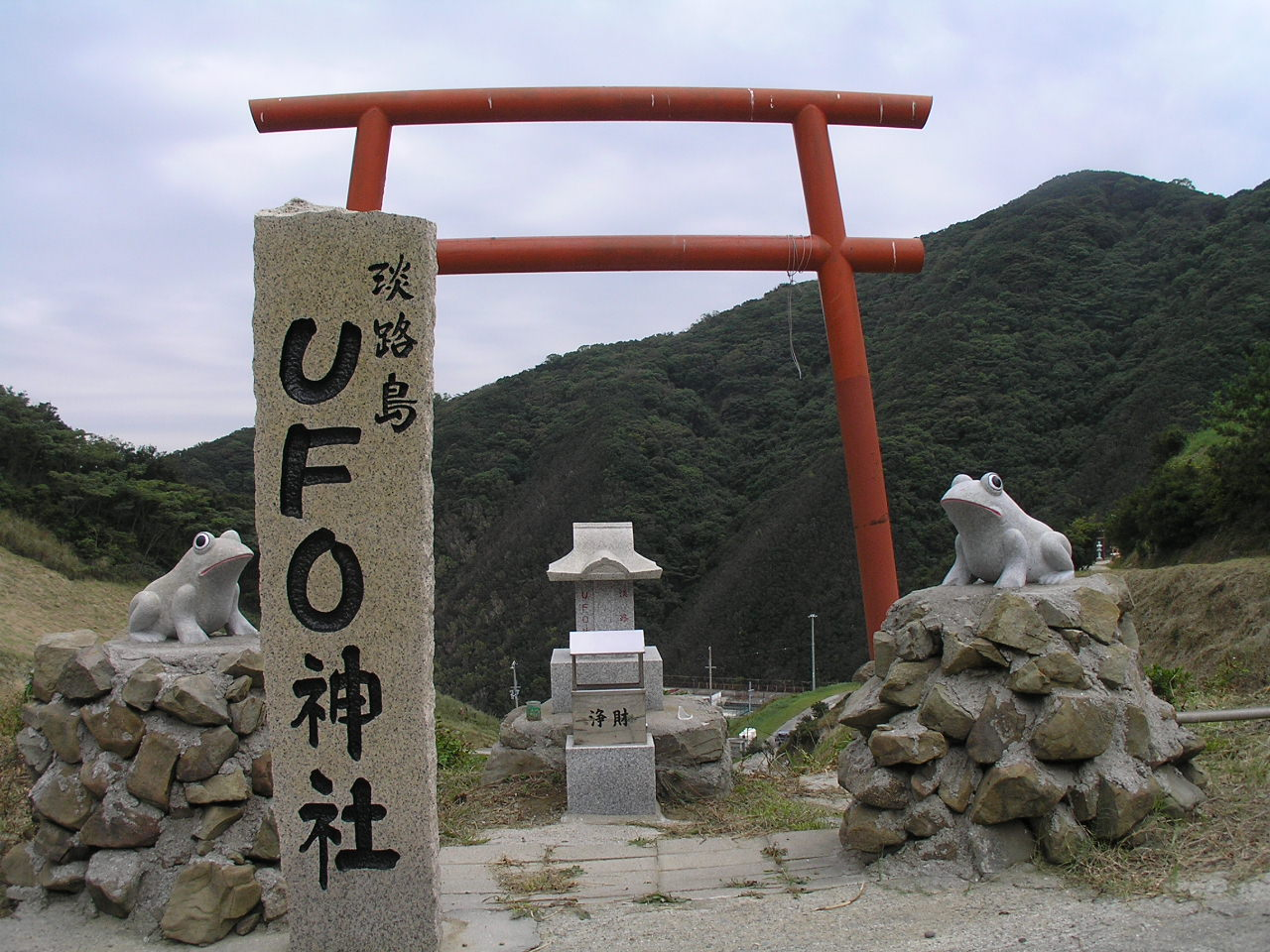
淡路島・立川水仙郷のUFO神社